# Langfäden
Die Langfäden (Combretum) sind eine Pflanzengattung in der Familie der Flügelsamengewächse (Combretaceae). Der weitere deutsche Trivialname „Flügelnüsse“ ist zu vermeiden, da er bereits für die Pflanzengattung Pterocarya vergeben ist.

## Beschreibung

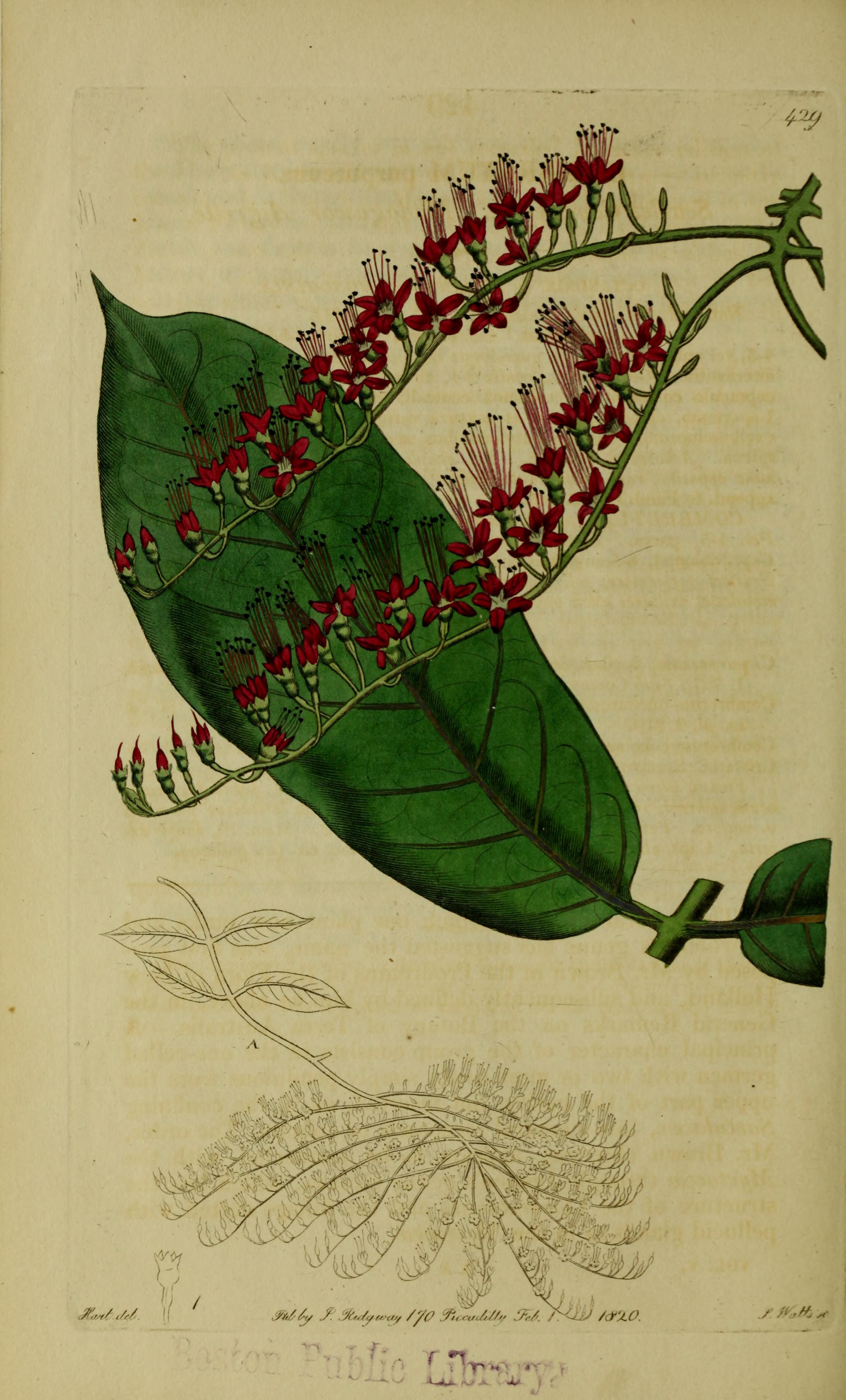
Illustration von Combretum coccineum aus The Botanical register consisting of coloured figures ..., 1815

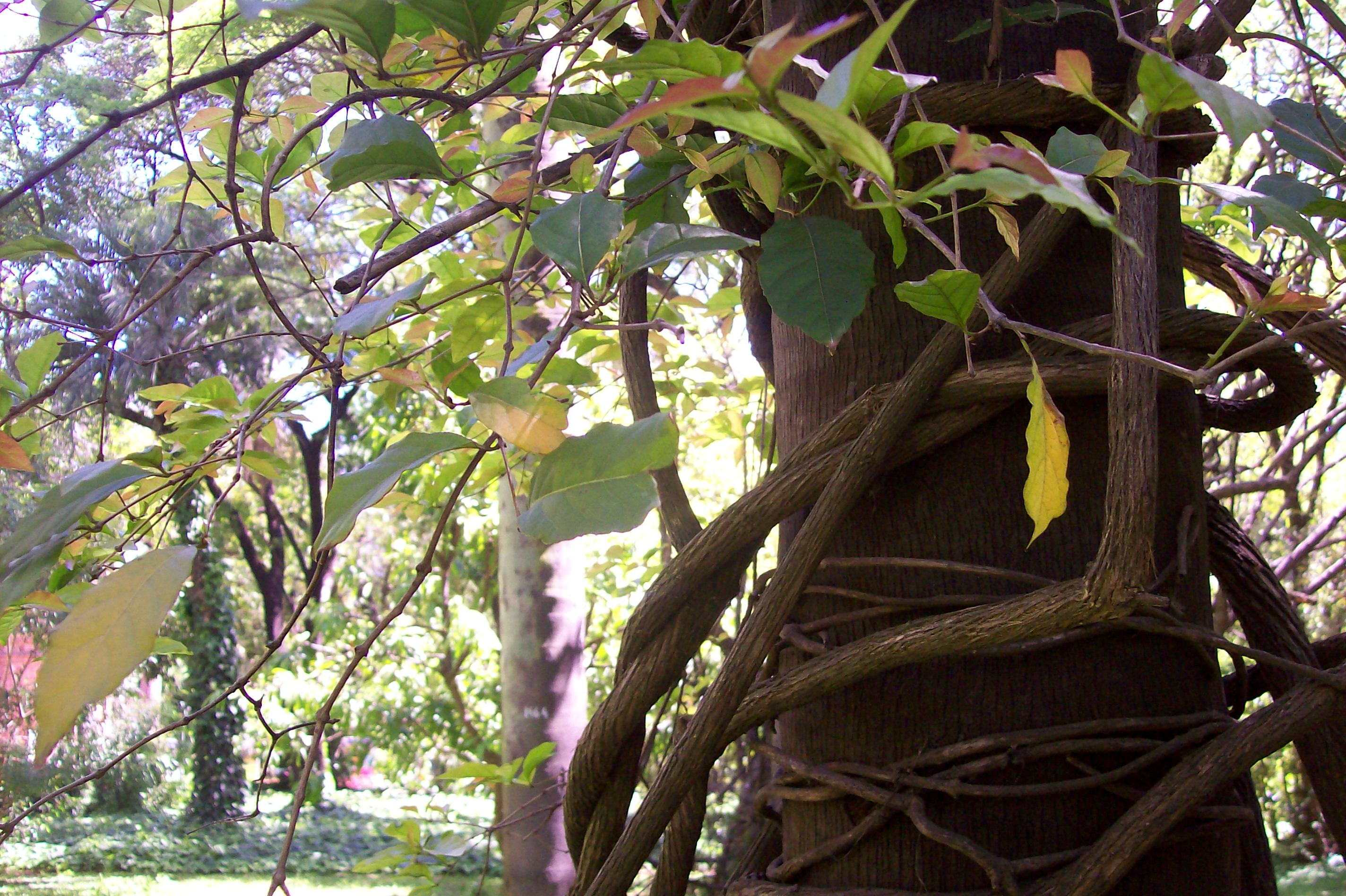
Erscheinungsbild von Combretum fruticosum als Liane

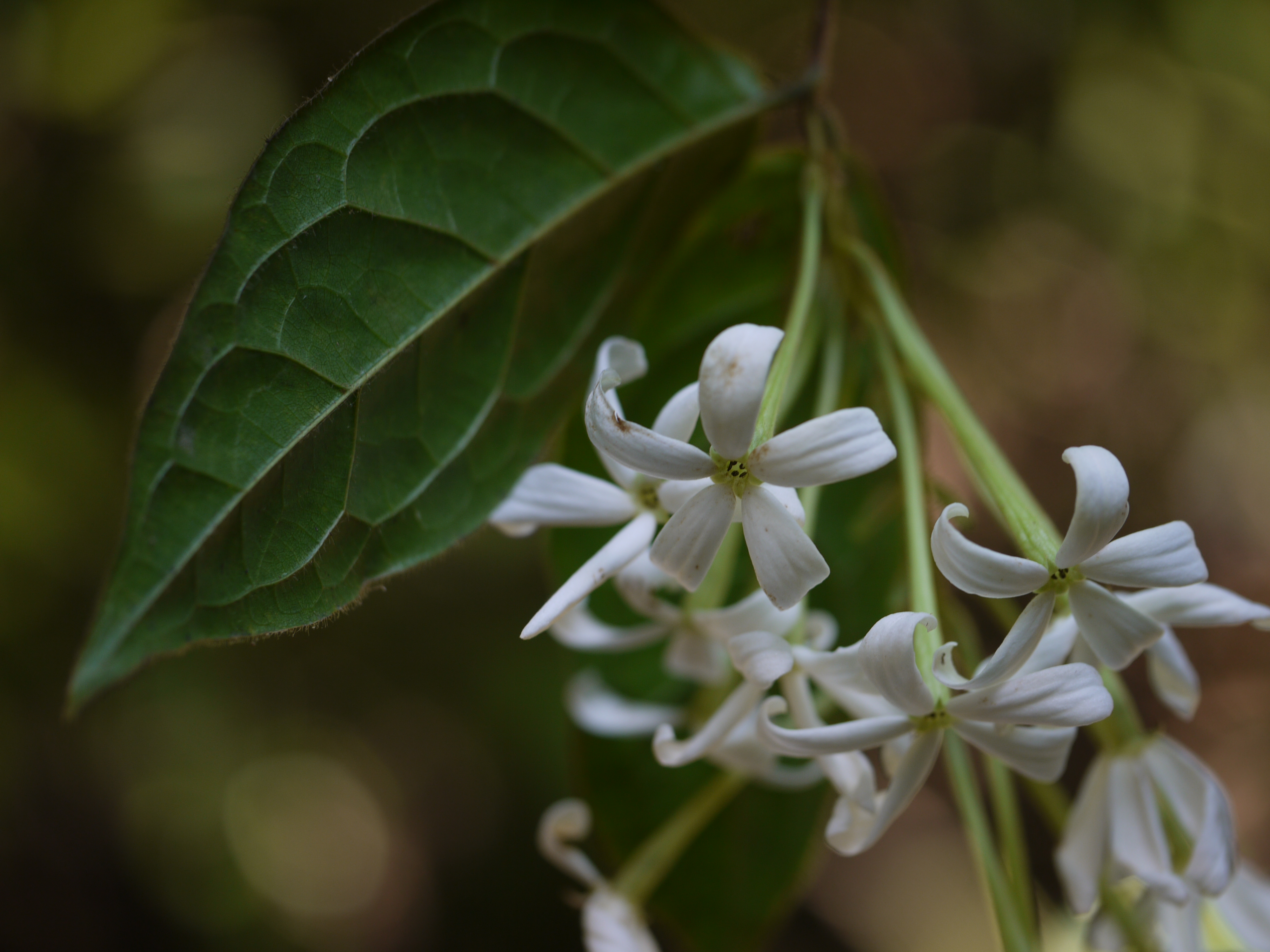
Blütenstand und Blüten im Detail von Combretum malabaricum

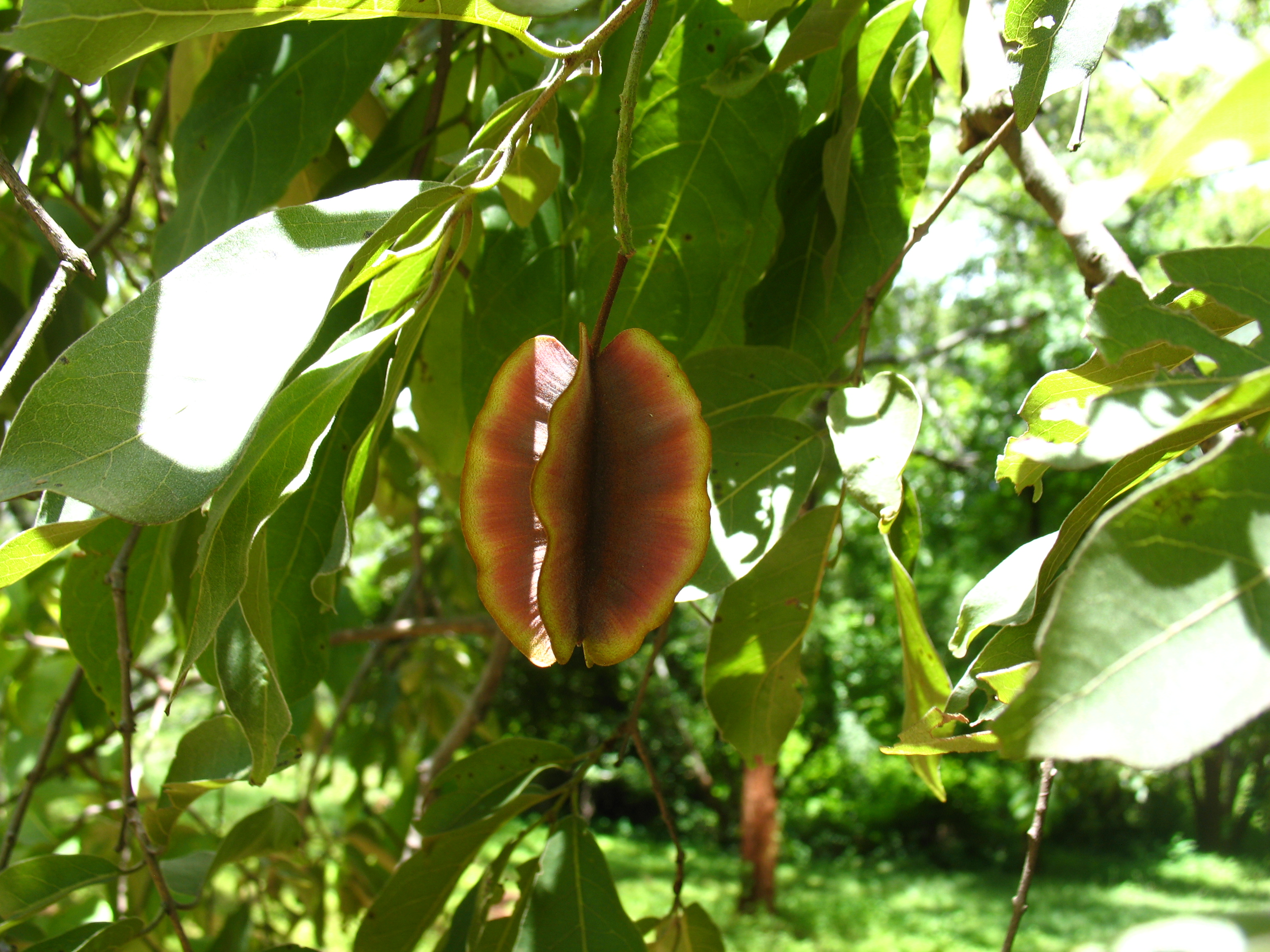
Laubblätter und geflügelte Frucht von Combretum collinum

### Erscheinungsbild und Blätter
Die immergrünen oder laubabwerfenden Combretum-Arten sind immer verholzende Pflanzen, die seltener als selbständig aufrechte Bäume oder Sträucher bis Halbsträucher, aber meist als Lianen wachsen. Die dünnen Haare (Trichome) sind einzellig.
Die gegenständig, wirtelig, selten wechselständig an den Zweigen angeordneten Laubblätter besitzen meist Blattstiele, die manchmal, besonders bei kletternden Arten, als mehr oder weniger hakenförmige Dornen erhalten bleiben. Die meist einfachen Blattspreiten sind je nach Art in der Form sehr variabel, am häufigsten sind sie elliptisch, länglich-elliptisch oder breit-eiförmig. Die Blattflächen sind kahl oder behaart und oft auffällig beschuppt. Die Blattspreiten besitzen oft Domatien.

### Blütenstände und Blüten
Die end-, seitenständigen oder zwischen den Knoten (Nodien) stehenden ährigen, traubigen oder rispigen Blütenstände sind einfach oder zusammengesetzt.
Die zwittrigen Blüten sind radiärsymmetrisch oder seltener leicht zygomorph und vier- oder fünfzählig mit doppelter Blütenhülle. Der zweiteilige Blütenbecher (Hypanthium) wird in einen unteren, röhrigen, stielartigen, etwa 2 Millimeter langen Teil, der den Fruchtknoten umgibt und oberen, becher-, schüsselförmigen Teil, der oft leuchtend gefärbt ist, gegliedert. Die meist vier- oder fünf, selten mehr Kelchblätter sind am oberen Ende des oberen Blütenbechers inseriert, meist mit vier- oder fünf, selten mehr oder gar keinen, dreieckigen bis pfriemlichen Kelchzähnen. Die meist vier bis fünf Kronblätter können auffällig sein und die Kelchzähne überragen oder klein sowie unscheinbar sein oder sogar fehlen. Die Farben der Kronblätter reichen von weiß über gelb sowie orangefarben bis rot or purpurfarben. Es sind meist ein oder meist zwei Kreise mit je vier oder fünf Staubblättern vorhanden, die meist die Kelchröhre überragen. Es kann ein kahler oder behaarter Diskus vorhanden sein. Der einkammerige Fruchtknoten ist unterständig. Der Griffel endet manchmal in einer mehr oder weniger ausgebreiteten Narbe.

### Früchte und Samen
Die höchstens kurz gestielte, einsamige Scheinfrucht (Pseudokarp) ist meist trocken, selten fleischig und longitudinal vier- bis fünfflügelig bis -kantig. Es werden also samaroide Flügelnüsse gebildet. Das Perikarp ist meist dünn und papierartig, manchmal ledrig, selten fleischig. Die Früchte bleiben auch bei Reife meist geschlossen.

## Ökologie
Die wenigen Arten, deren Blüten deutlich ausgebildete, auffällige Kronblätter besitzen werden von Schwärmern (Sphingidae) bestäubt.
An manchen Combretum-Arten fressen die Raupen von Coeliades forestan und Pseudaphelia apollinaris.
Je nach Art erfolgt die Ausbreitung der Diasporen auf sehr unterschiedliche Weise.

## Verbreitung
Die etwa 250 Combretum-Arten sind in den Tropen und Subtropen weit verbreitet. Sie kommt hauptsächlich im tropischen und Südlichen Afrika, außerdem in der Neotropis, im tropischen Asien und in Madagaskar vor. Ein Zentrum der Artenvielfalt liegt im afrotropischen Raum. Es gibt keine natürlichen Vorkommen von Combretum in Australien und auf Pazifischen Inseln. Sie stellt einige der wichtigsten Gehölzarten der sudano-sambesischen Savannen.

## Systematik
Die Gattung Combretum wurde 1758 durch Pehr Löfling in Iter Hispanicum, S. 308 aufgestellt. Typusart ist Combretum fruticosum (Loefl.) Stuntz. Synonyme für Combretum Loefl. sind: Aetia Adans., Bureava Baill., Cacoucia Aubl., Calopyxis Tul., Campylochiton Welw. ex Hiern, Campylogyne Welw. ex Hemsl., Chrysostachys Pohl, Cristaria Sonn., Embryogonia Blume, Forsgardia Vell., Gonocarpus Ham., Grislea L., Hambergera Scop., Kleinia Crantz, Physopodium Desv., Poivrea Comm. ex Thouars, Schousboea Willd., Seguiera Rchb. ex Oliv., Sheadendron G.Bertol., Sphalanthus Jack, Udani Adans. Die etwa 17 Arten der Gattung Quisqualis L. gehören seit 2010 auch zur Gattung Combretum.
Die Gattung Combretum gehört zur Subtribus Combretinae aus der Tribus Combreteae in der Unterfamilie Combretoideae innerhalb der Familie Combretaceae. Combretum ist die Typusgattung der Familie Combretaceae.
Die Gattung Combretum wird in drei Untergattungen gegliedert:
- Untergattung Apetalanthum Exell & Stace:
  - Sie enthält nur eine Art: Combretum apetalum Wall. ex Kurz.
- Untergattung Cacoucia (Aubl.) Exell & Stace: Sie enthält 13 Sektionen mit insgesamt etwa 78 Arten:
  - Sektion Poivrea (Comm. ex Thouars) Eichler: Sie enthält etwa 31 Arten.
  - Sektion Conniventia Engl. & Diels: Sie enthält etwa 20 Arten.
- Untergattung Combretum: Sie enthält etwa neun Sektionen mit etwa 170 Arten:
  - Sektion Angustimarginata Engl. & Diels: Sie enthält etwa sechs südafrikanische Arten.
  - Sektion Ciliatipetala Engl. & Diels: Sie enthält etwa zehn Arten in Afrika sowie auf der Arabischen Halbinsel.[6]
  - Sektion Macrostigmatea Engl. & Diels: Sie enthält etwa vier Arten.
  - Sektion Spathulipetala Engl. & Diels: Sie enthält nur eine Art.
  - Sektion Hypocrateropsis Engl. & Diels: Sie enthält etwa sechs Arten.
  - Sektion Glabripetala Engl. & Diels
  - Sektion Metallicum Exell
  - Sektion Campestria Engl. & Diels
  - Sektion Breviramea Engl. & Diels

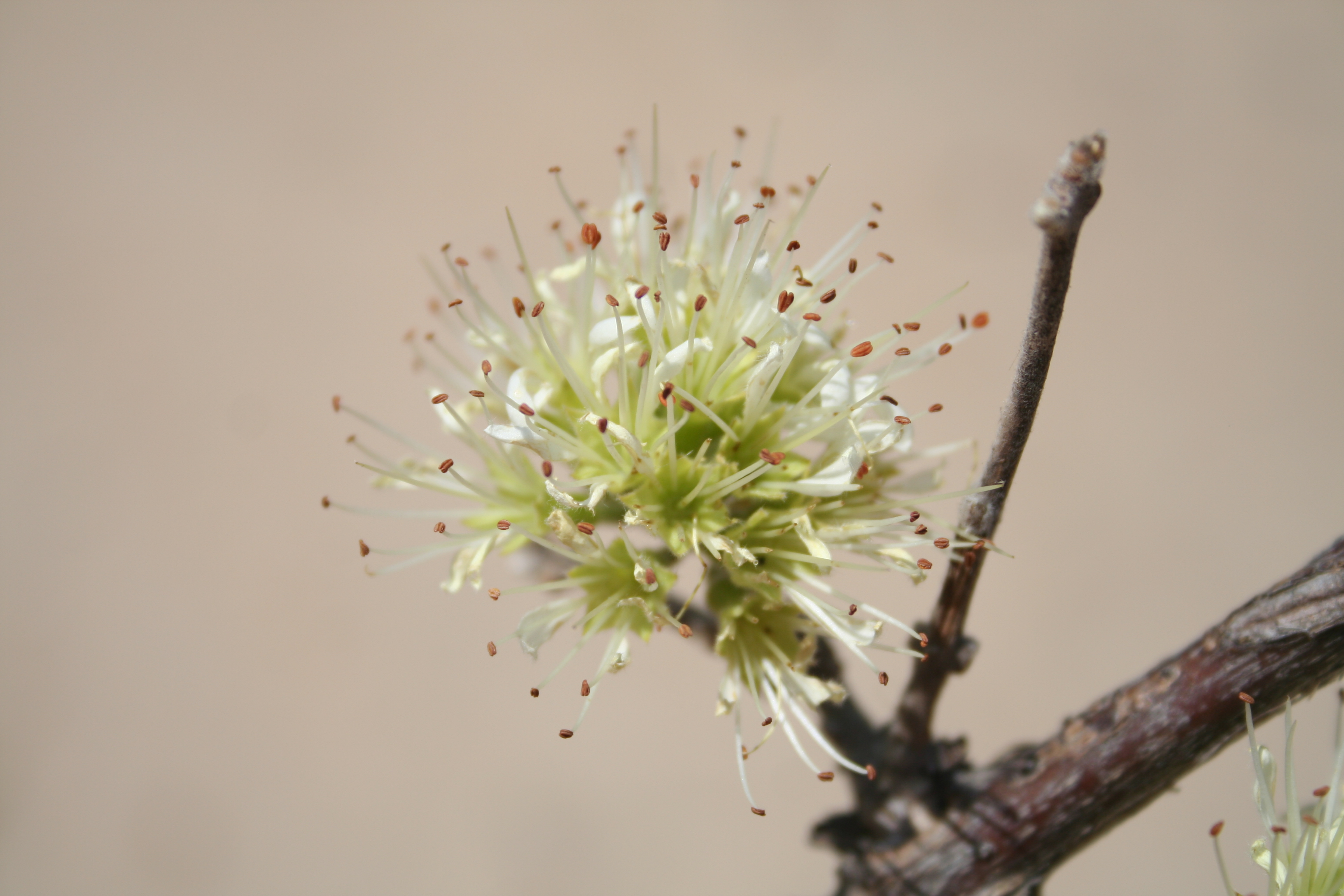
Blütenstand von Combretum aculeatum

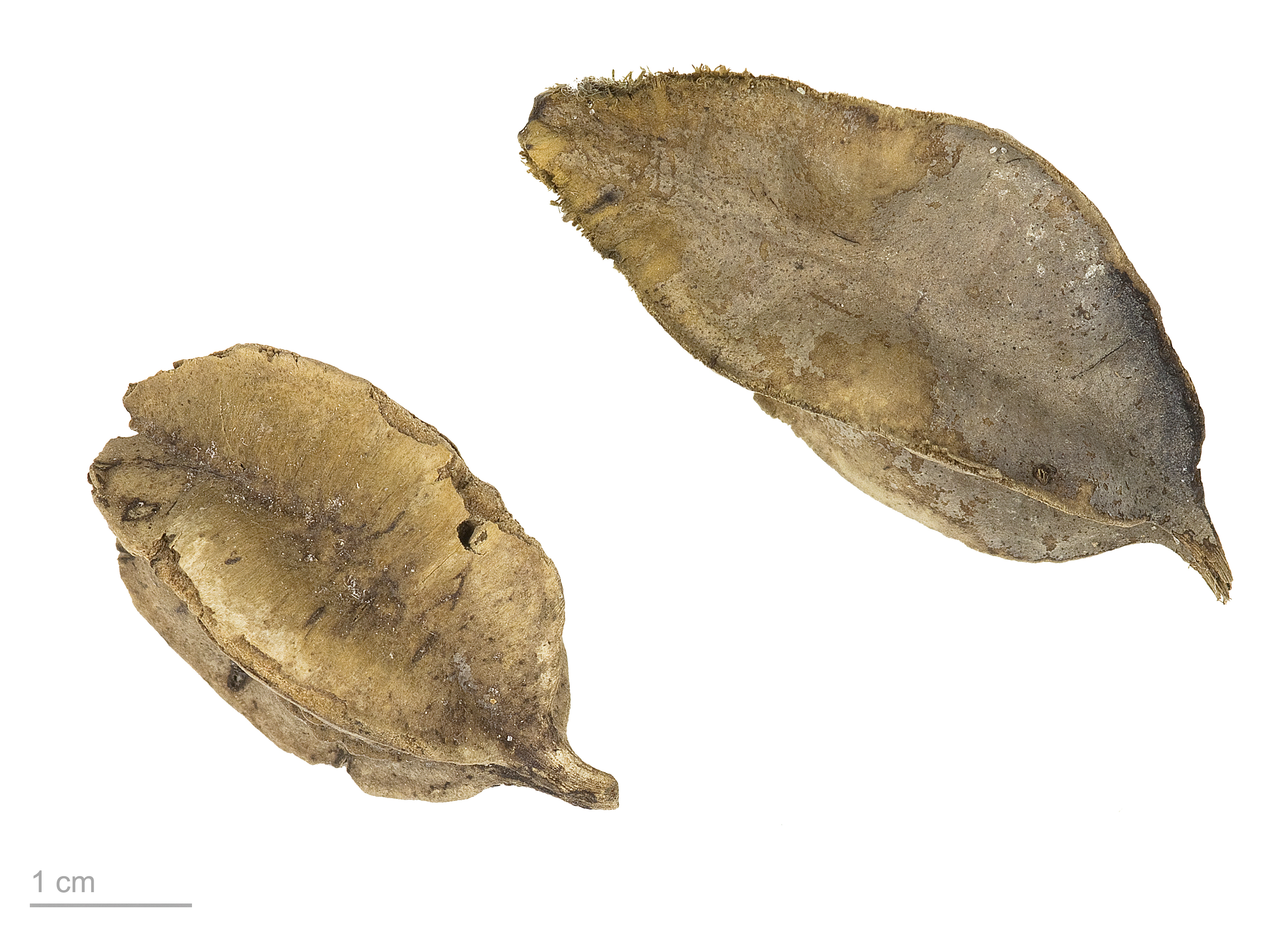
Früchte von Combretum acutum

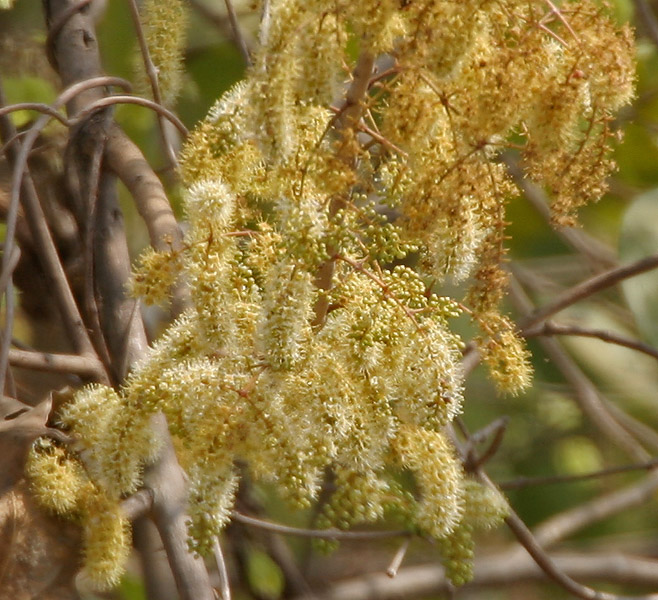
Blütenstände von Combretum albidum

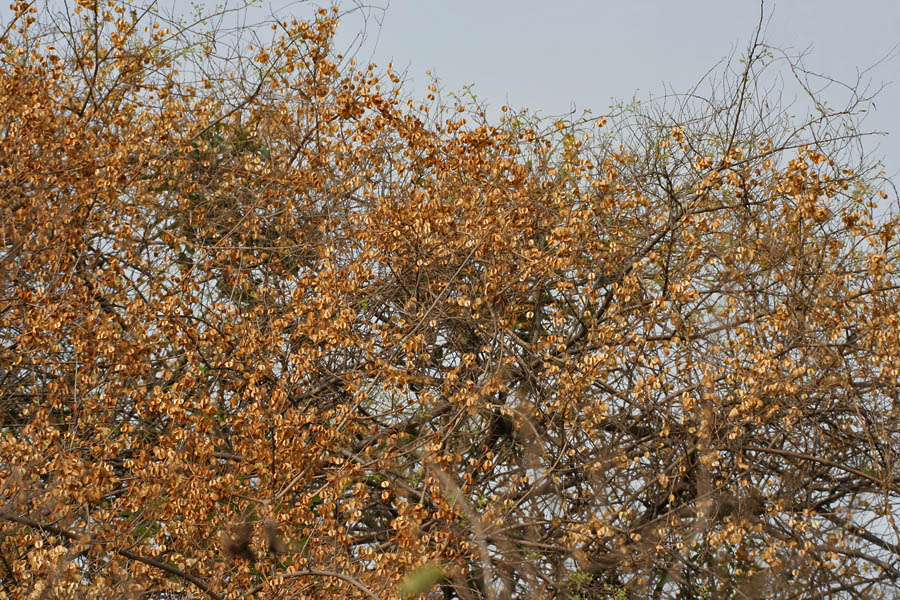
Fruchtstände von Combretum albidum

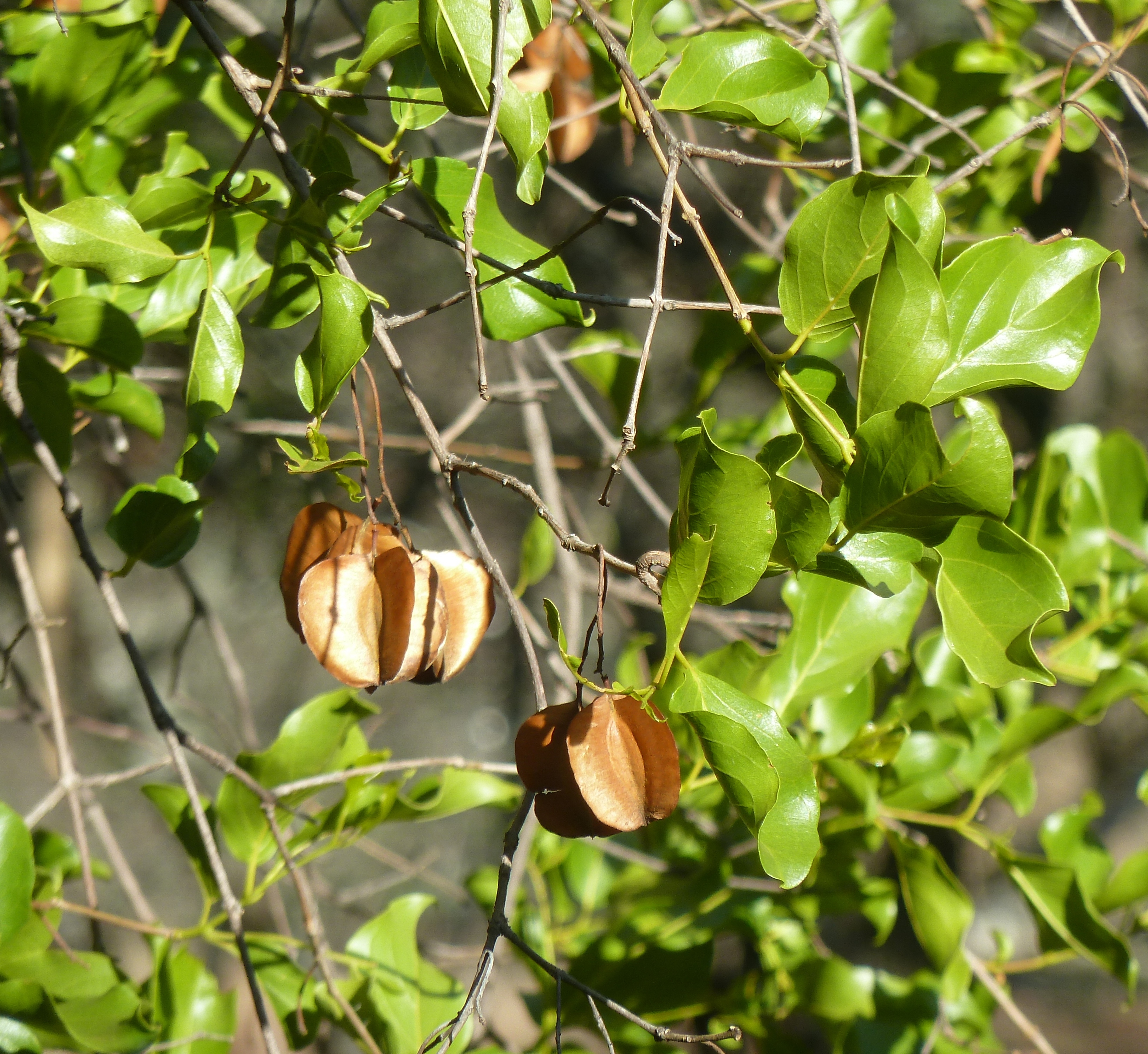
Combretum apiculatum

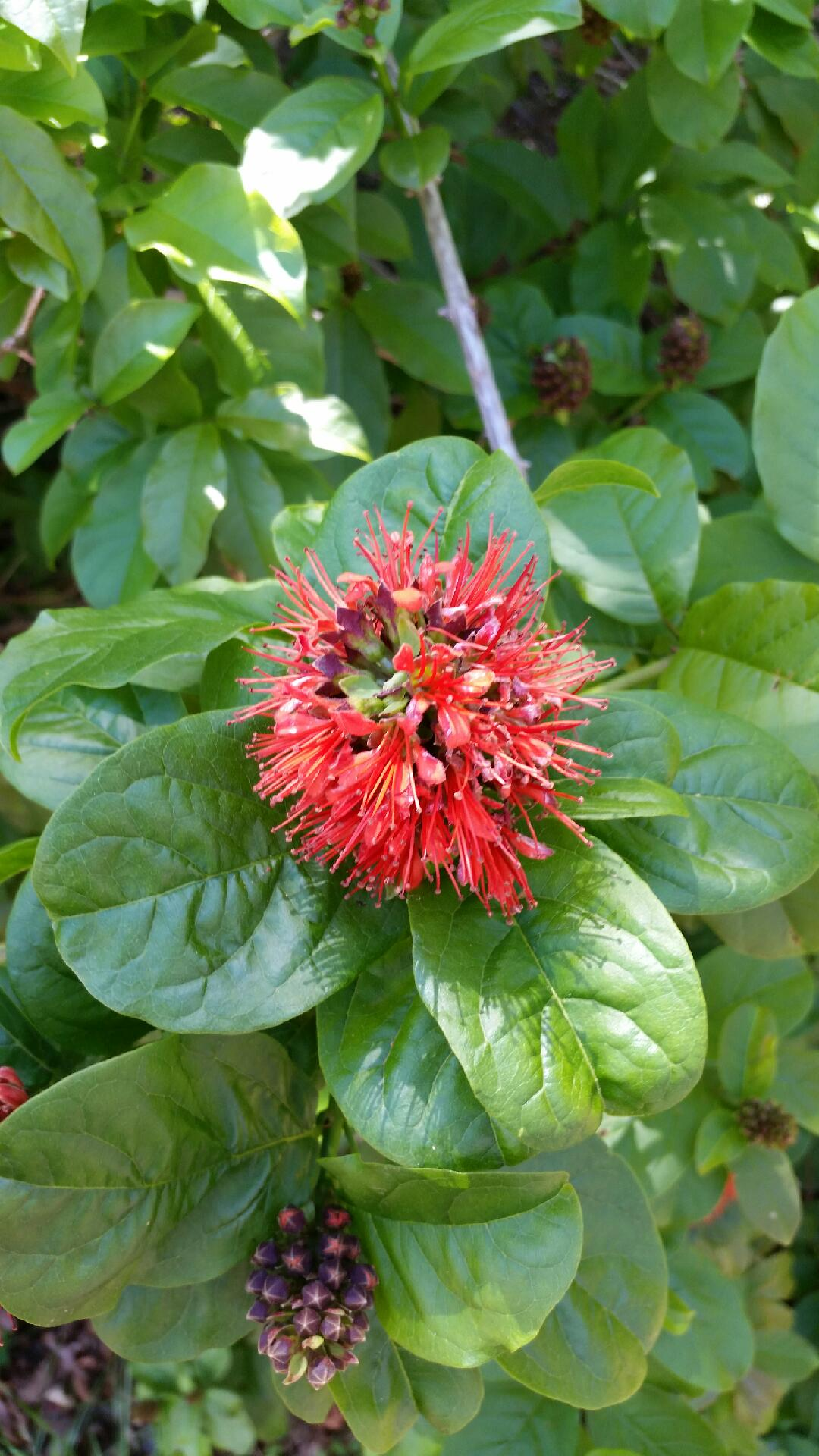
Combretum bracteosum

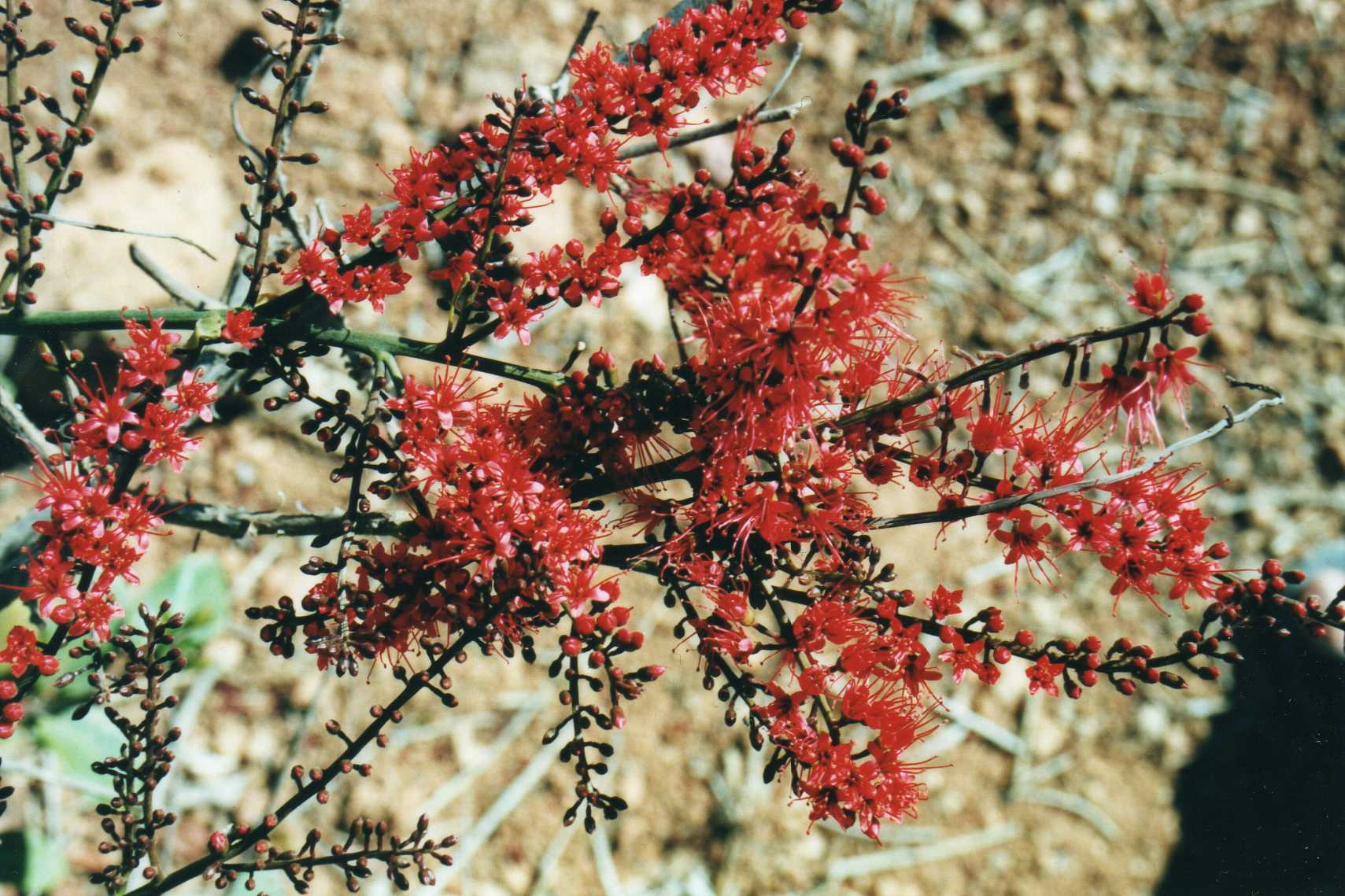
Blütenstände von Combretum coccineum

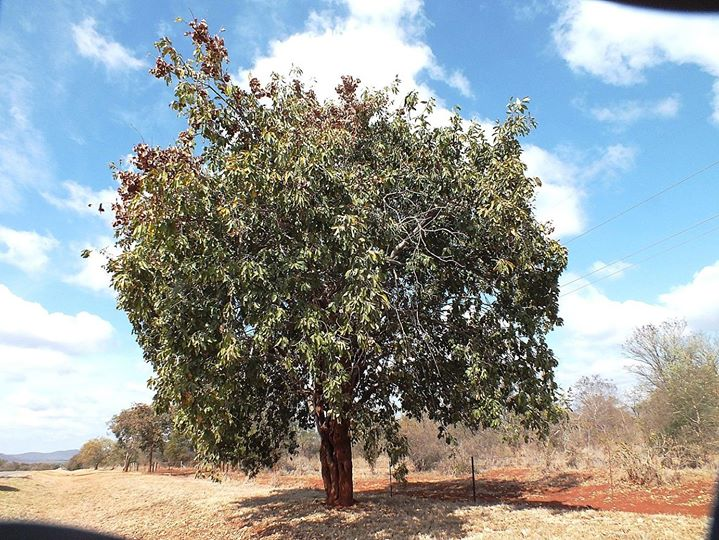
Combretum collinum

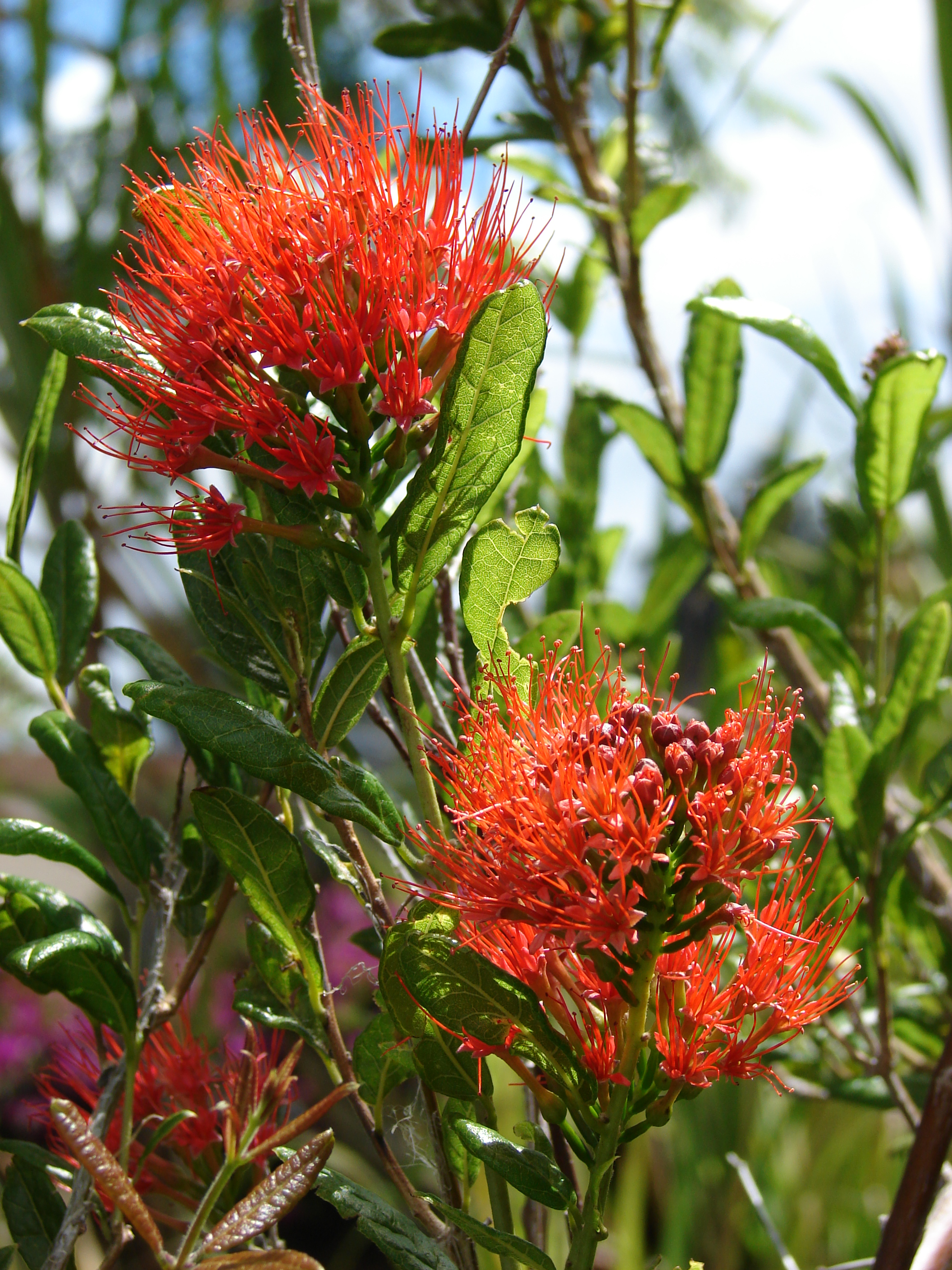
Blütenstände von Combretum constrictum

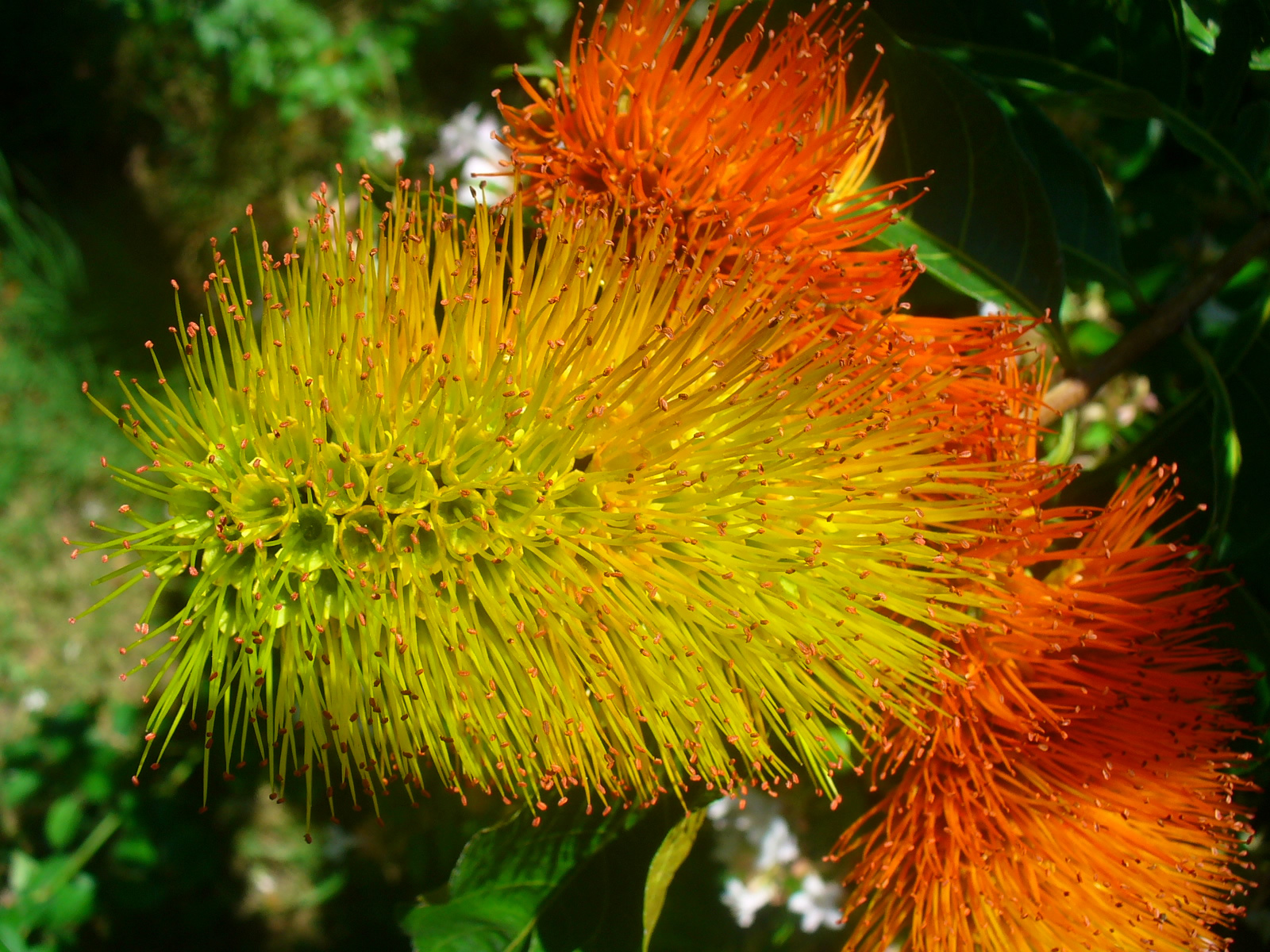
Blütenstände von Combretum fruticosum

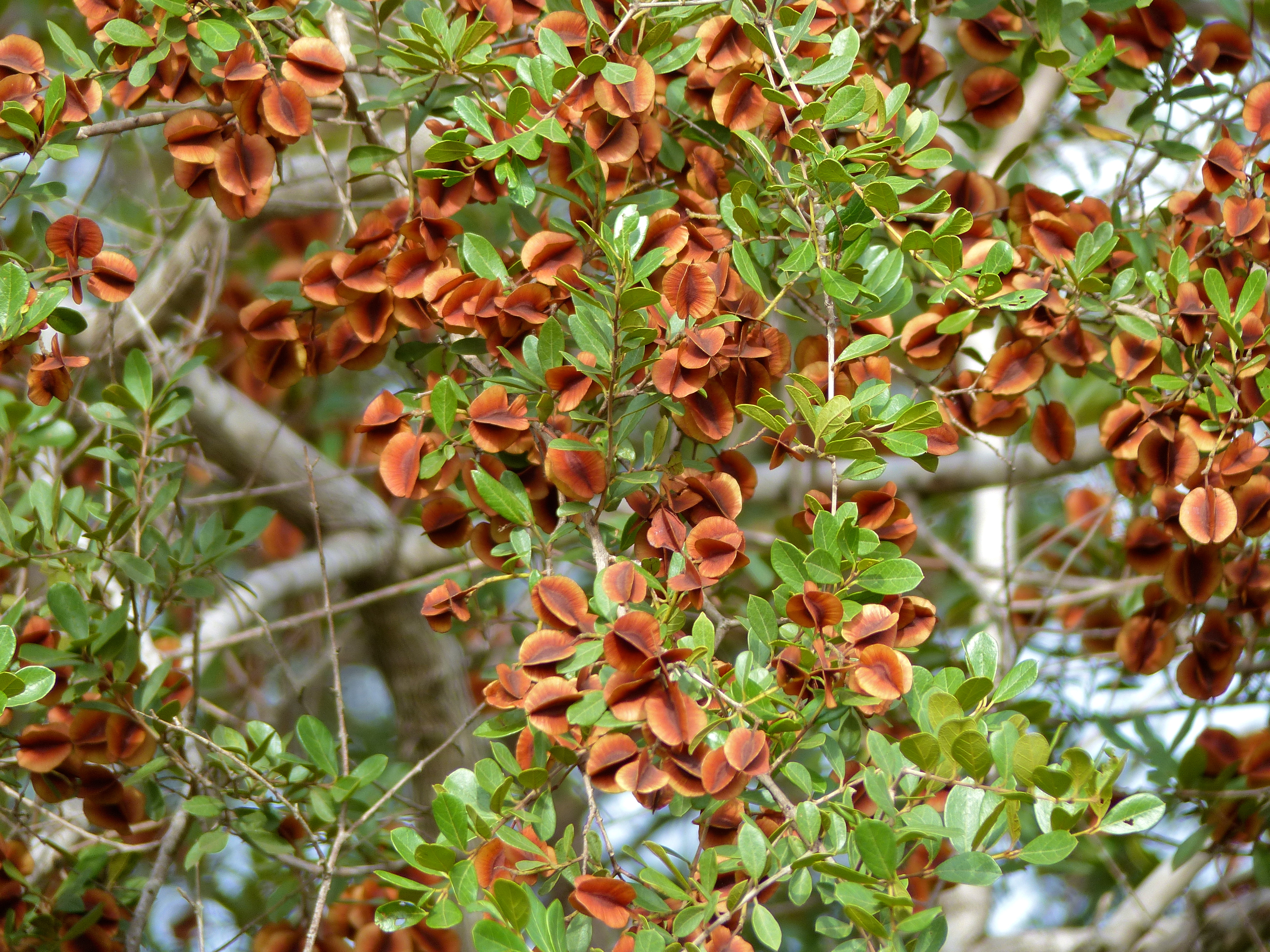
Combretum hereroense

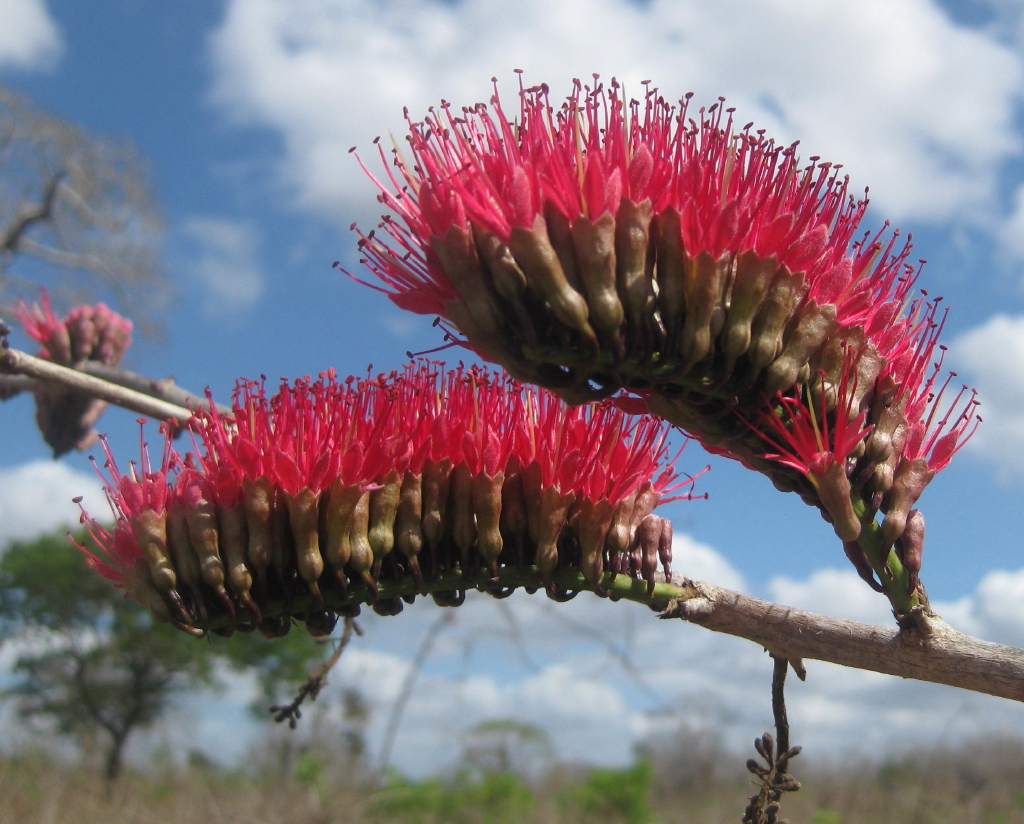
Blütenstände von Combretum holstii

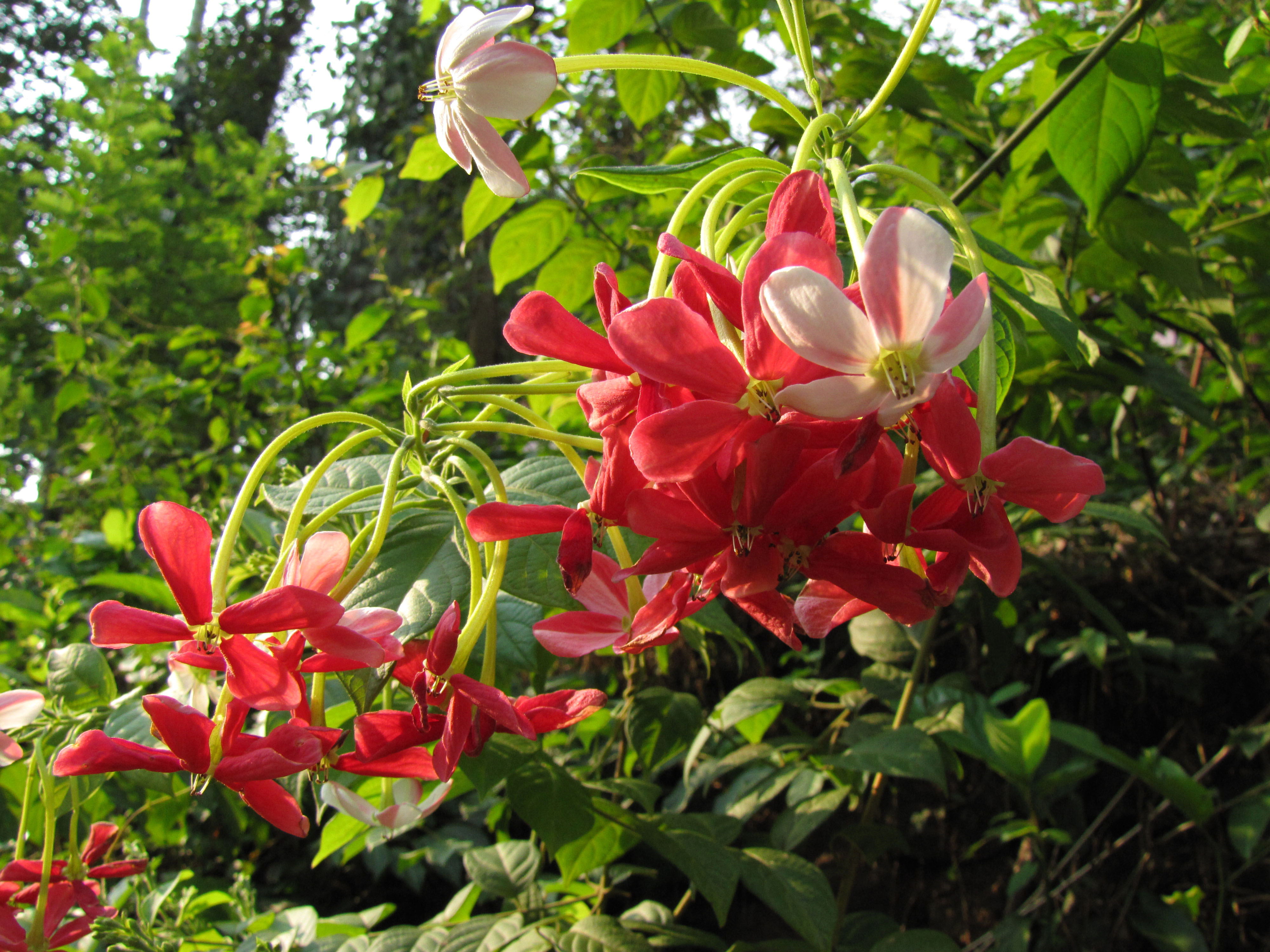
Blütenstände des Rangunschlingers (Combretum indicum)

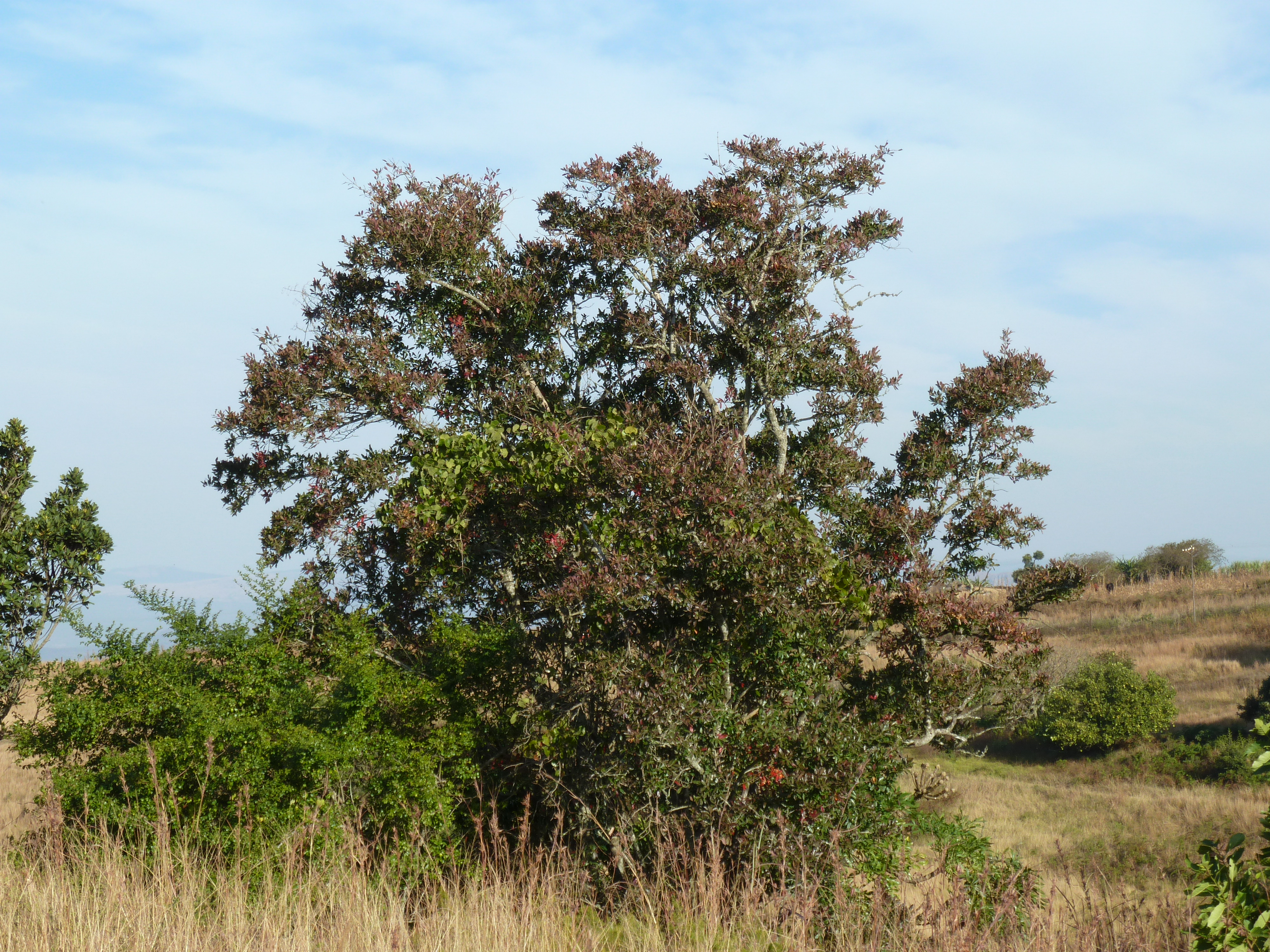
Combretum kraussii

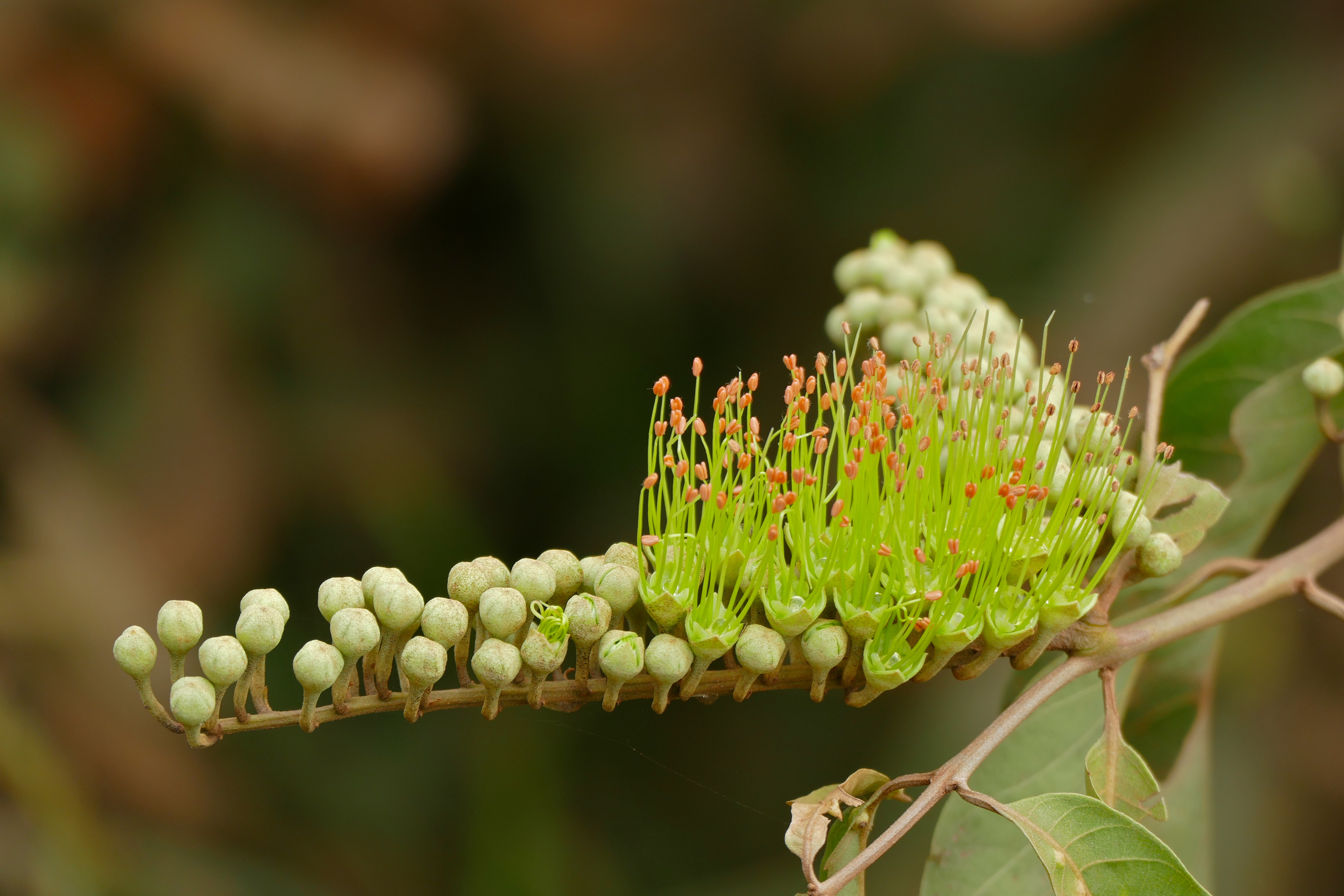
Combretum lanceolatum

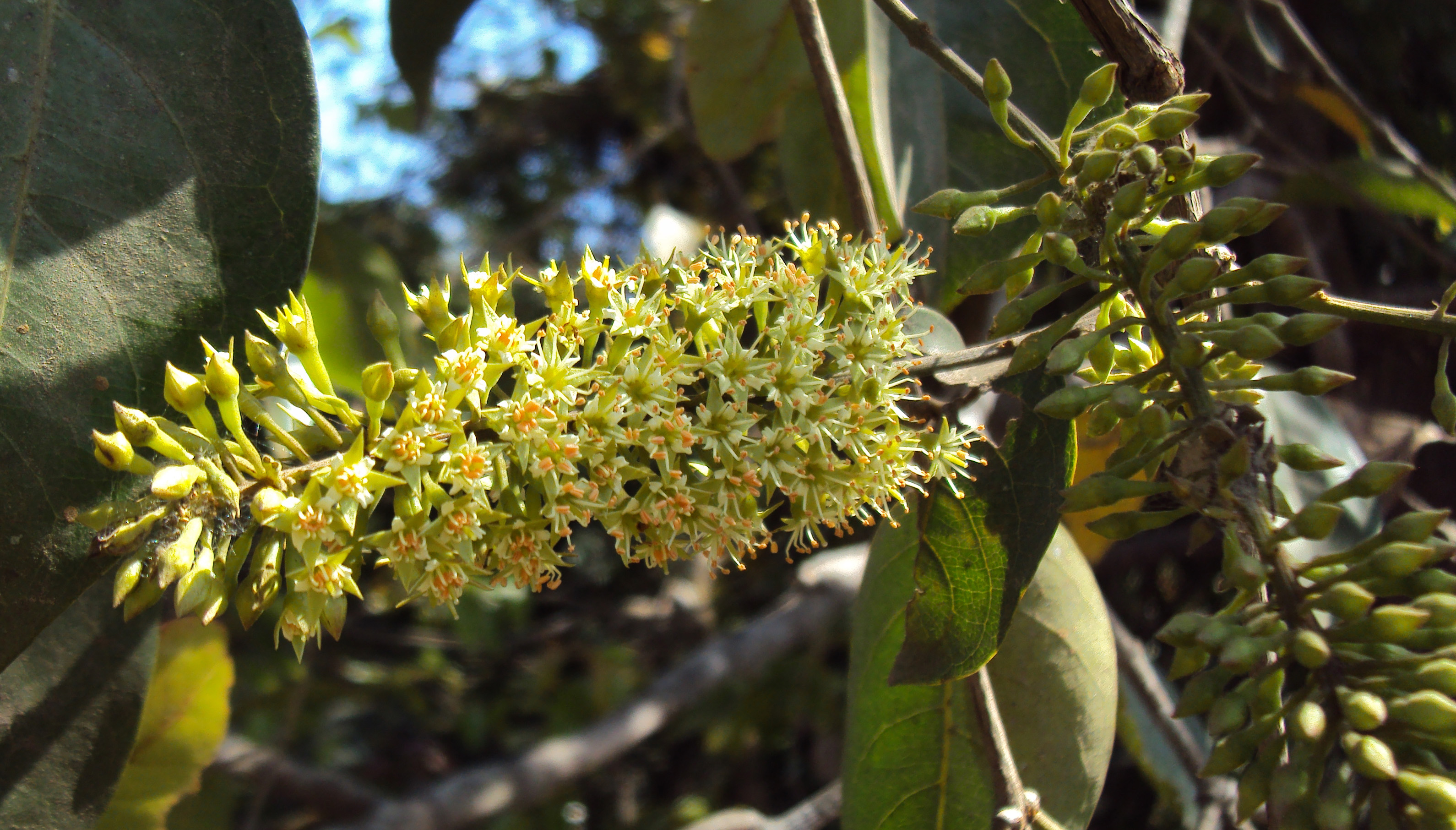
Combretum latifolium

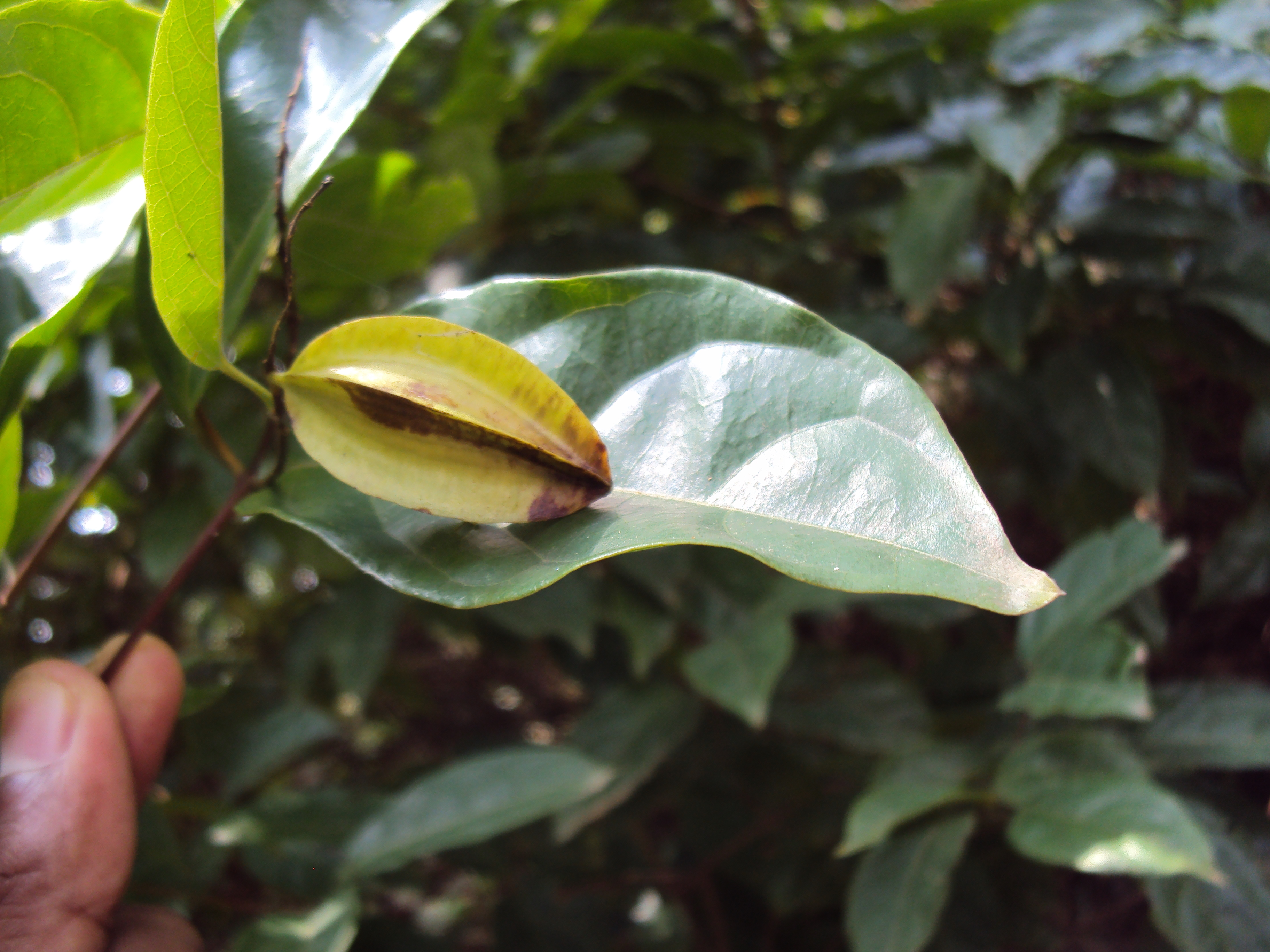
Combretum malabaricum

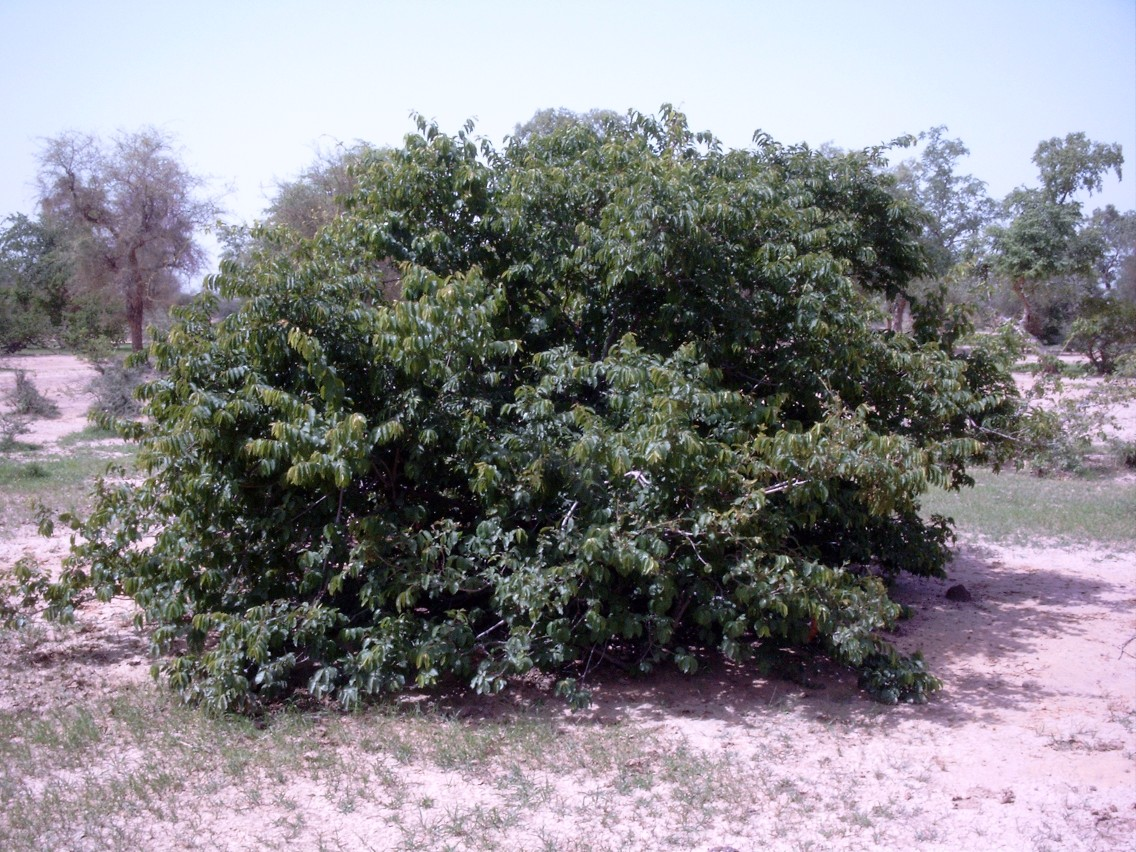
Habitus von Kinkéliba (Combretum micranthum)

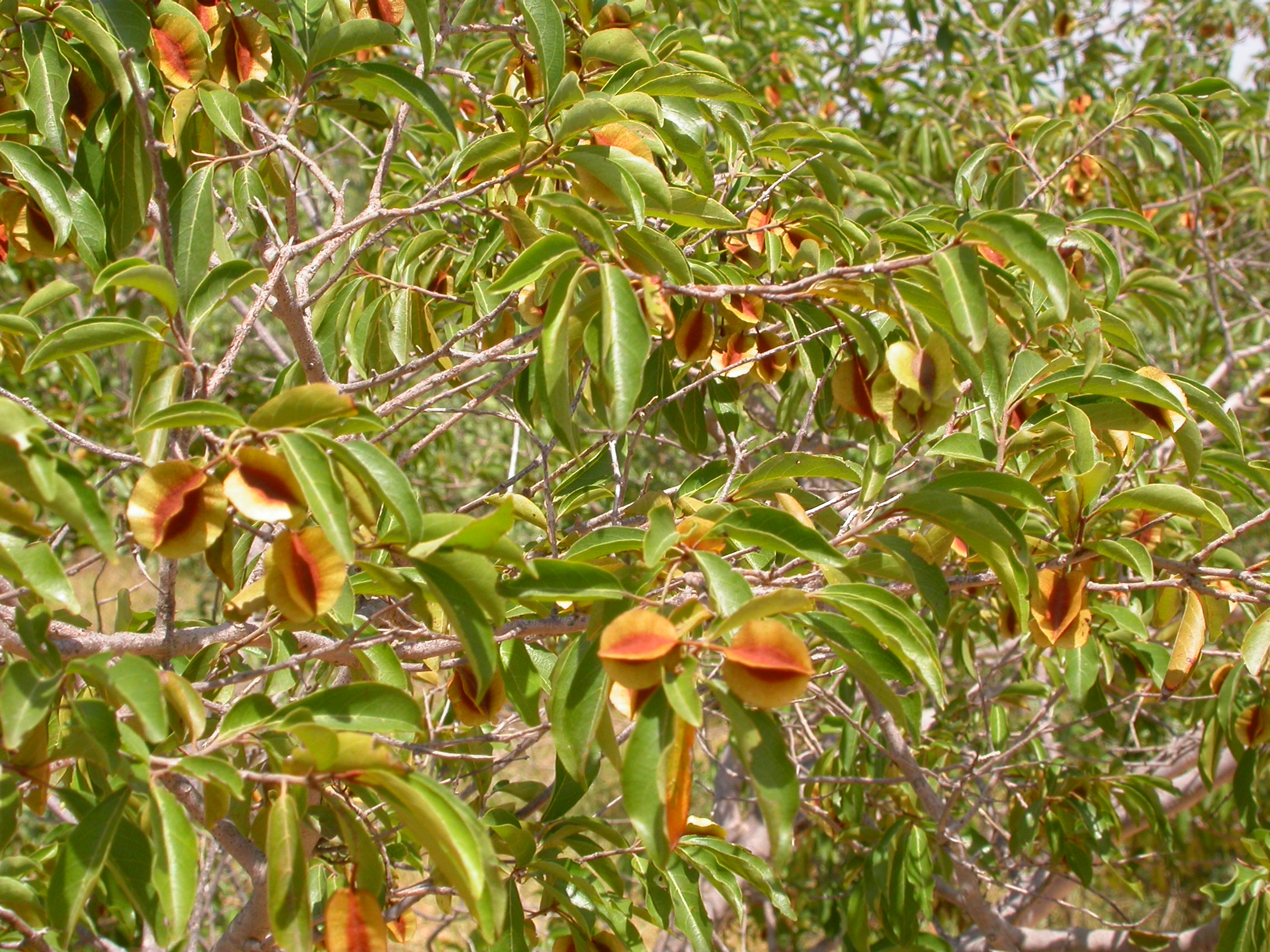
Blätter und Früchte von Kinkéliba (Combretum micranthum)

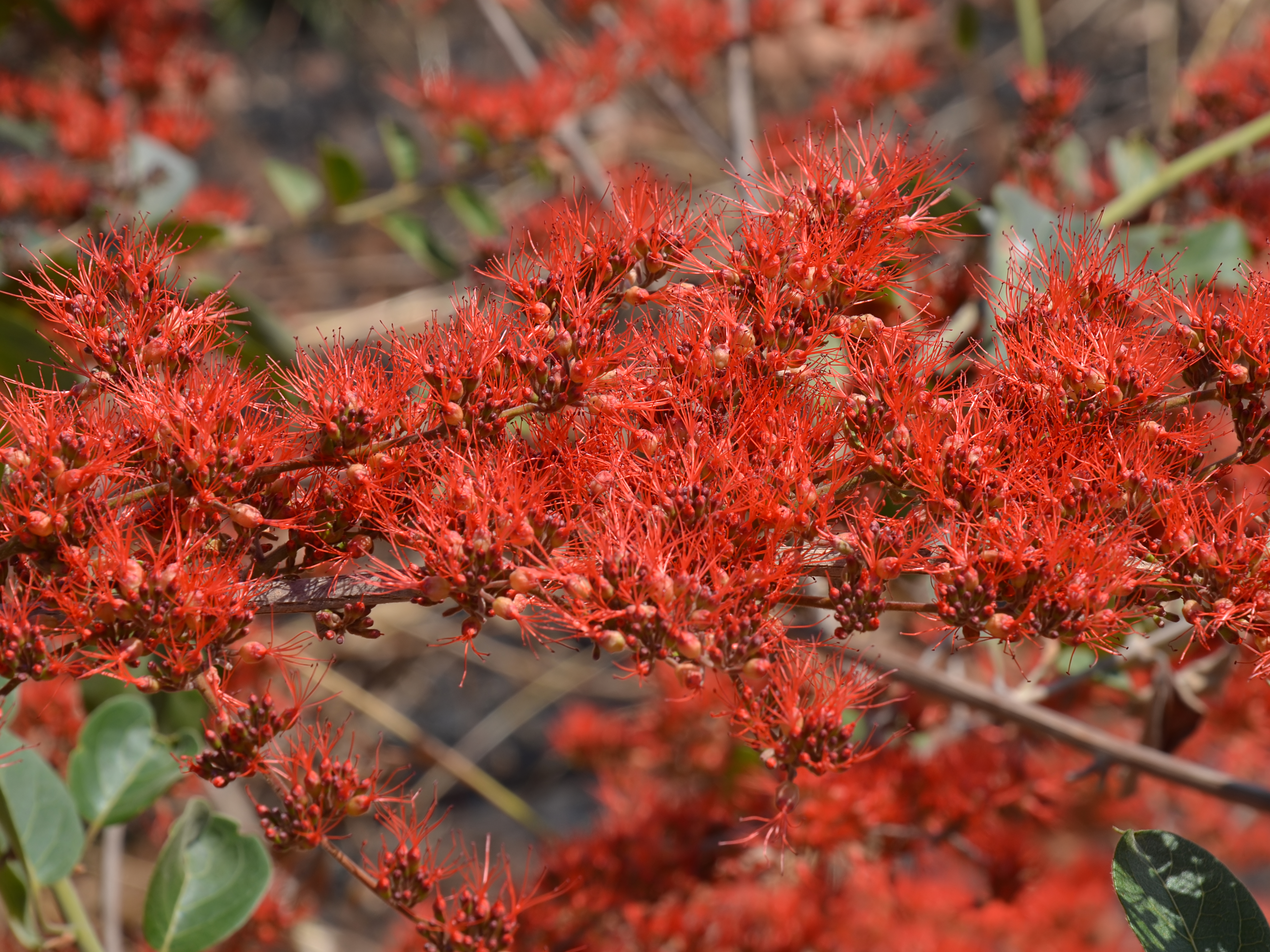
Blütenstände von Combretum microphyllum

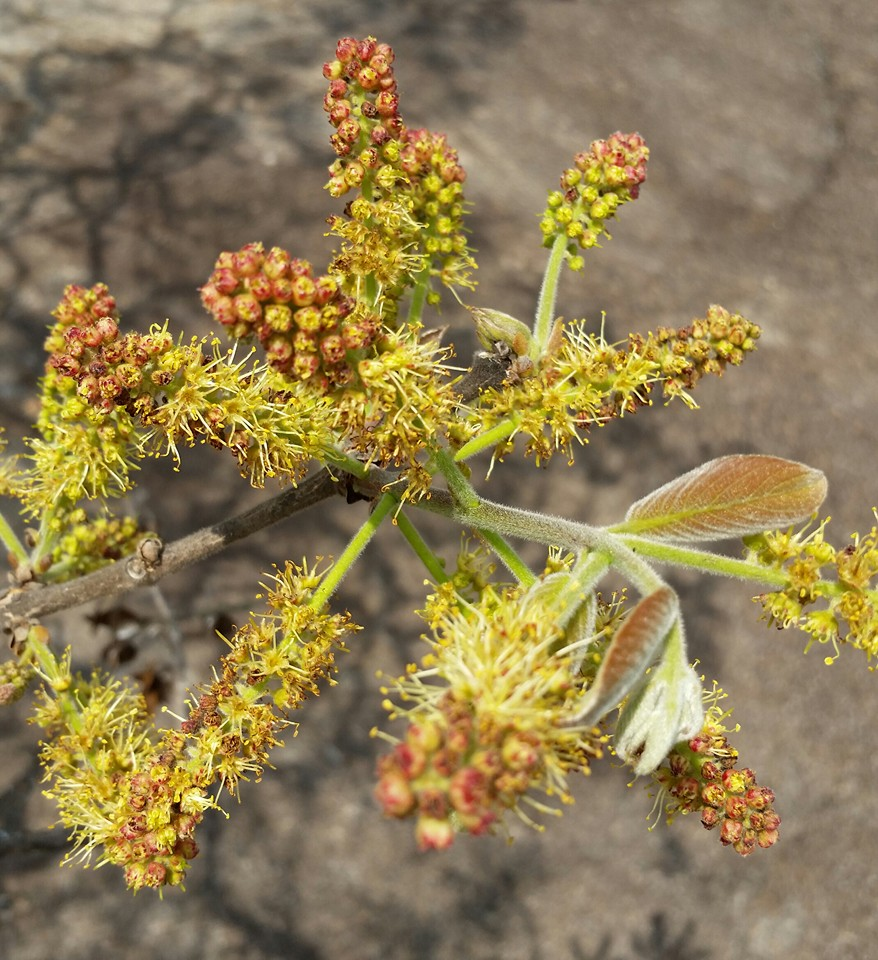
Combretum molle

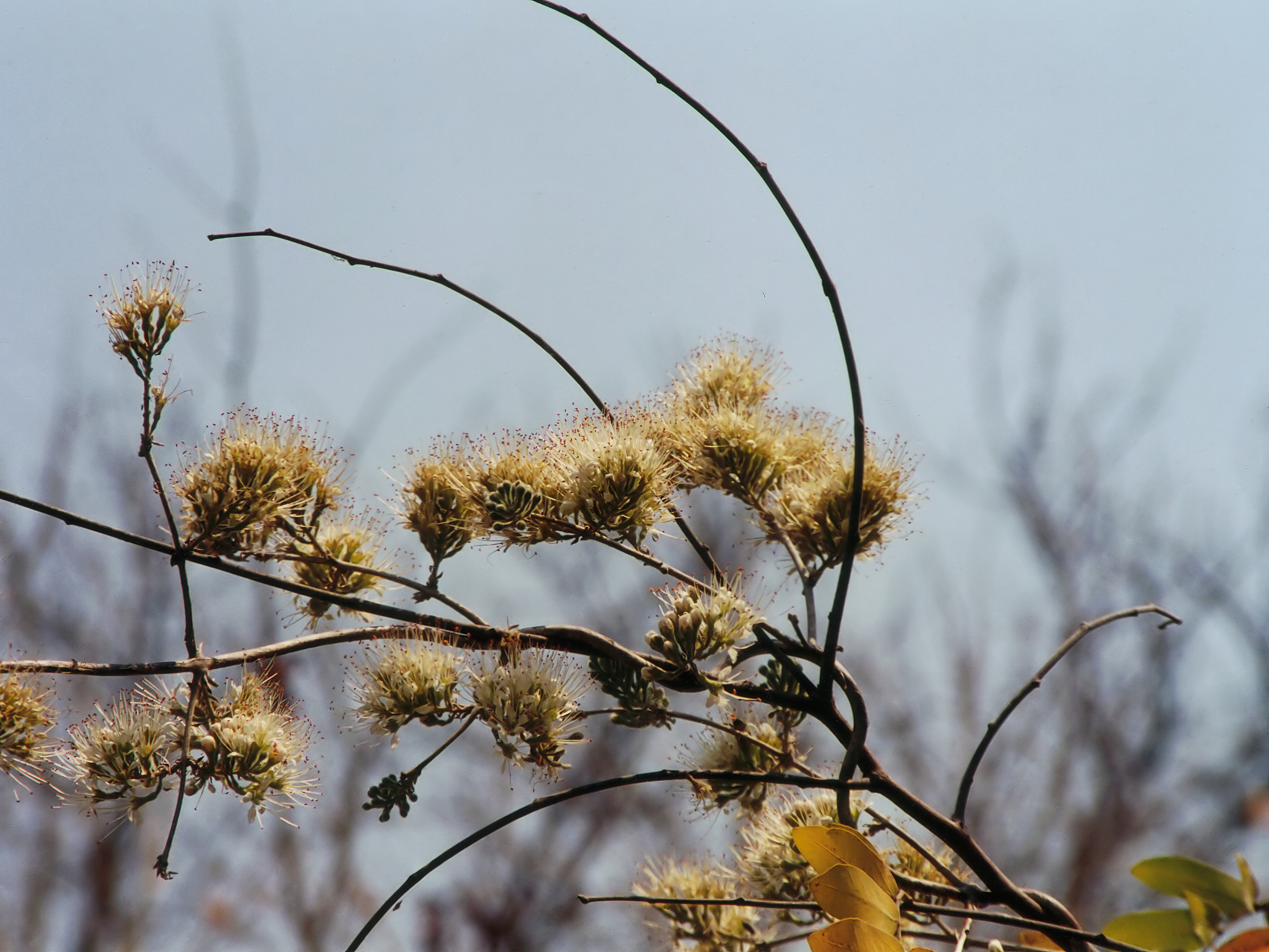
Blütenstände von Combretum mossambicense

Blütenstände von Combretum paniculatum

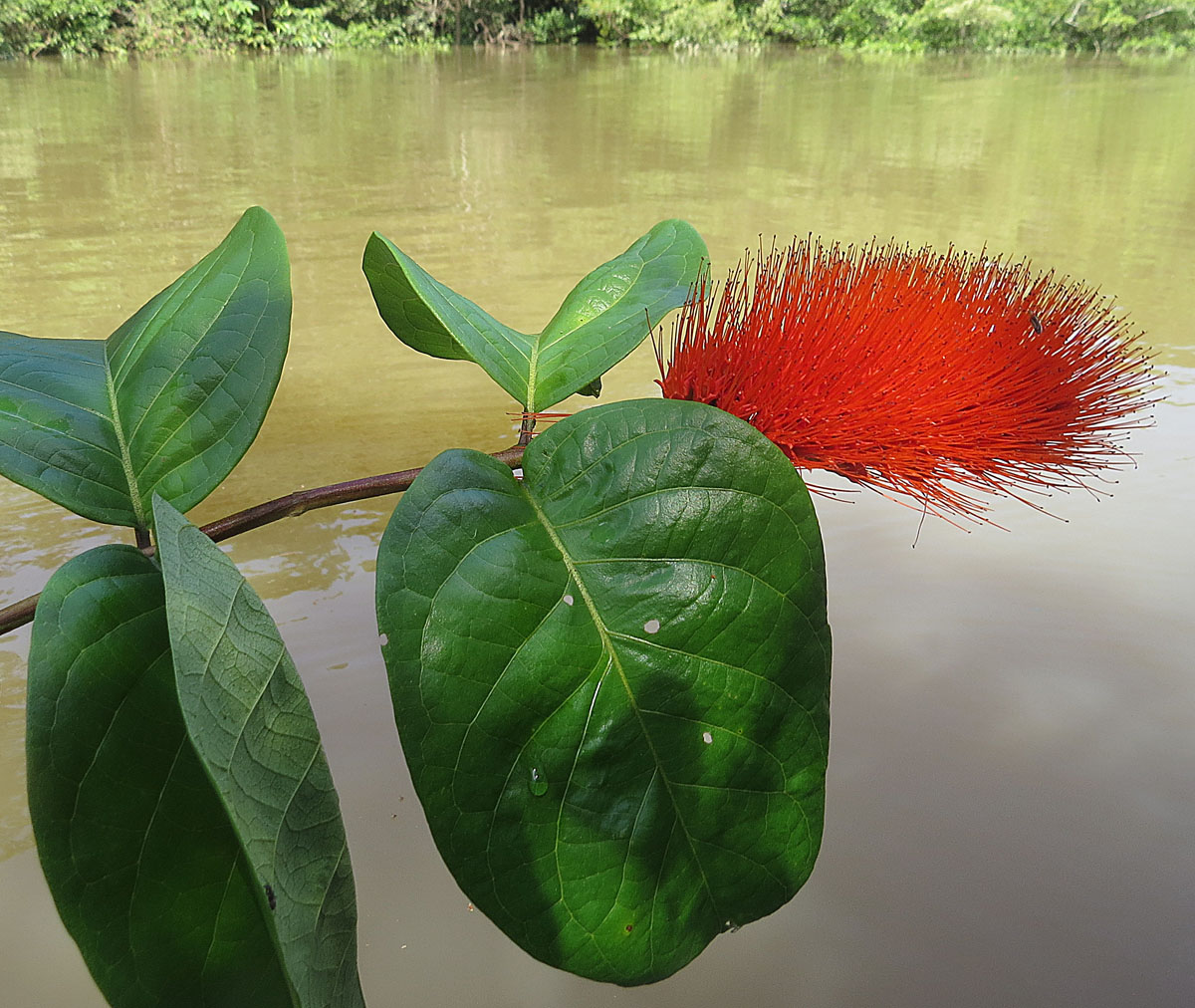
Combretum punctatum

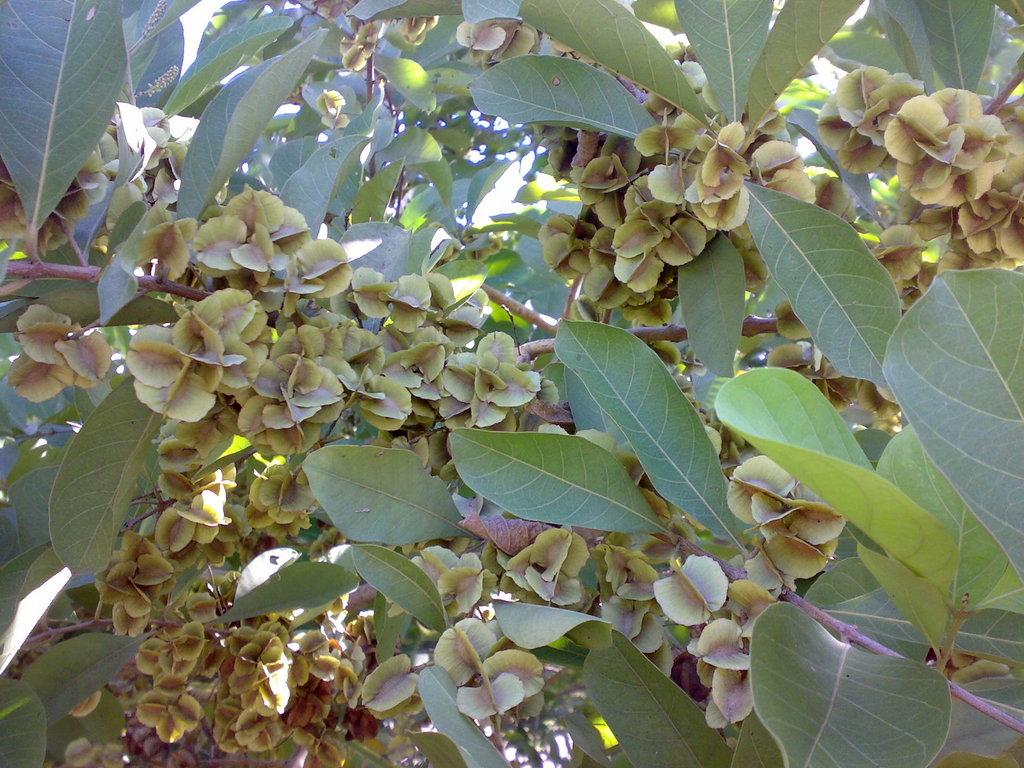
Combretum quadrangulare

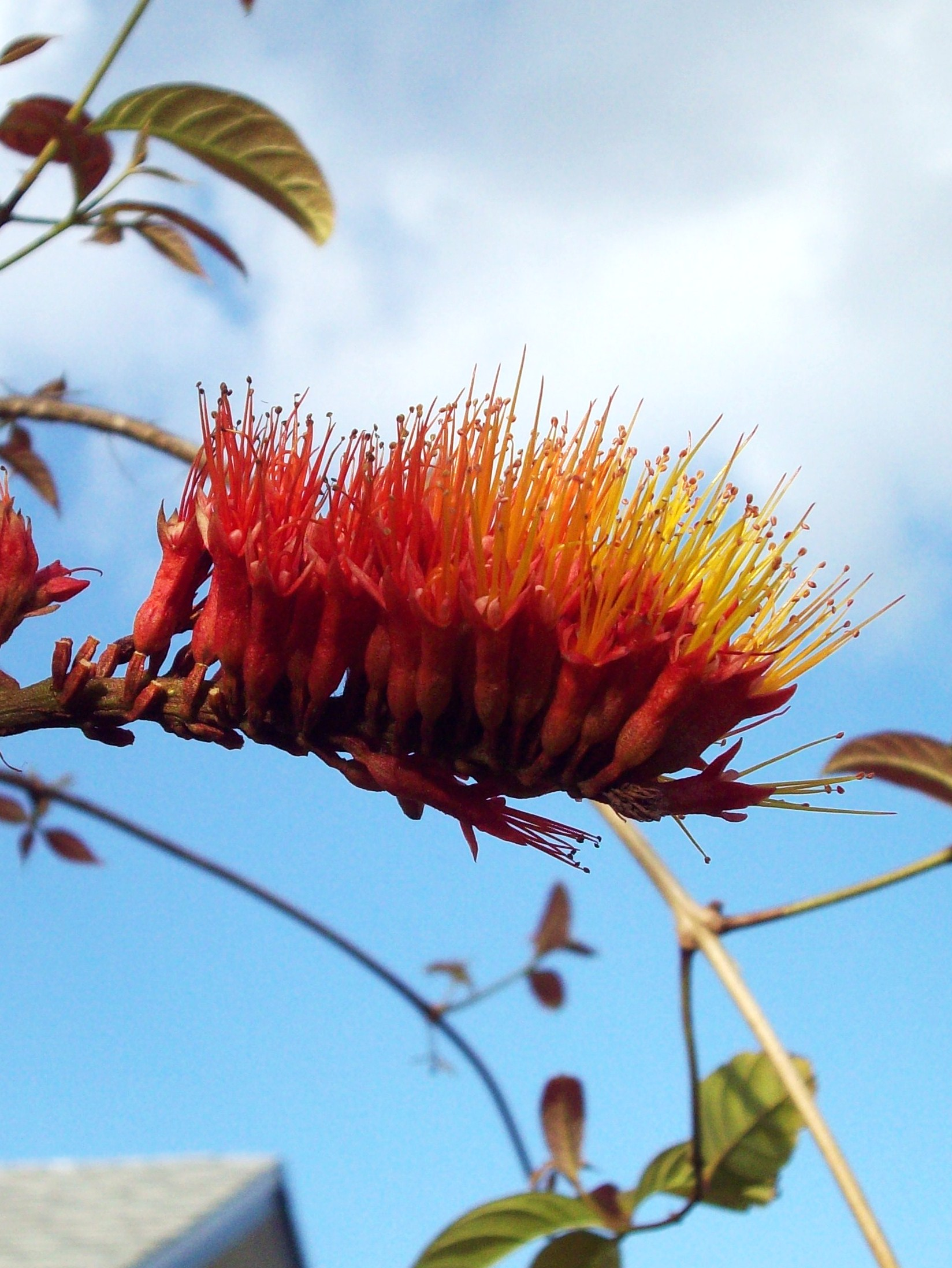
Blütenstände von Combretum rotundifolium

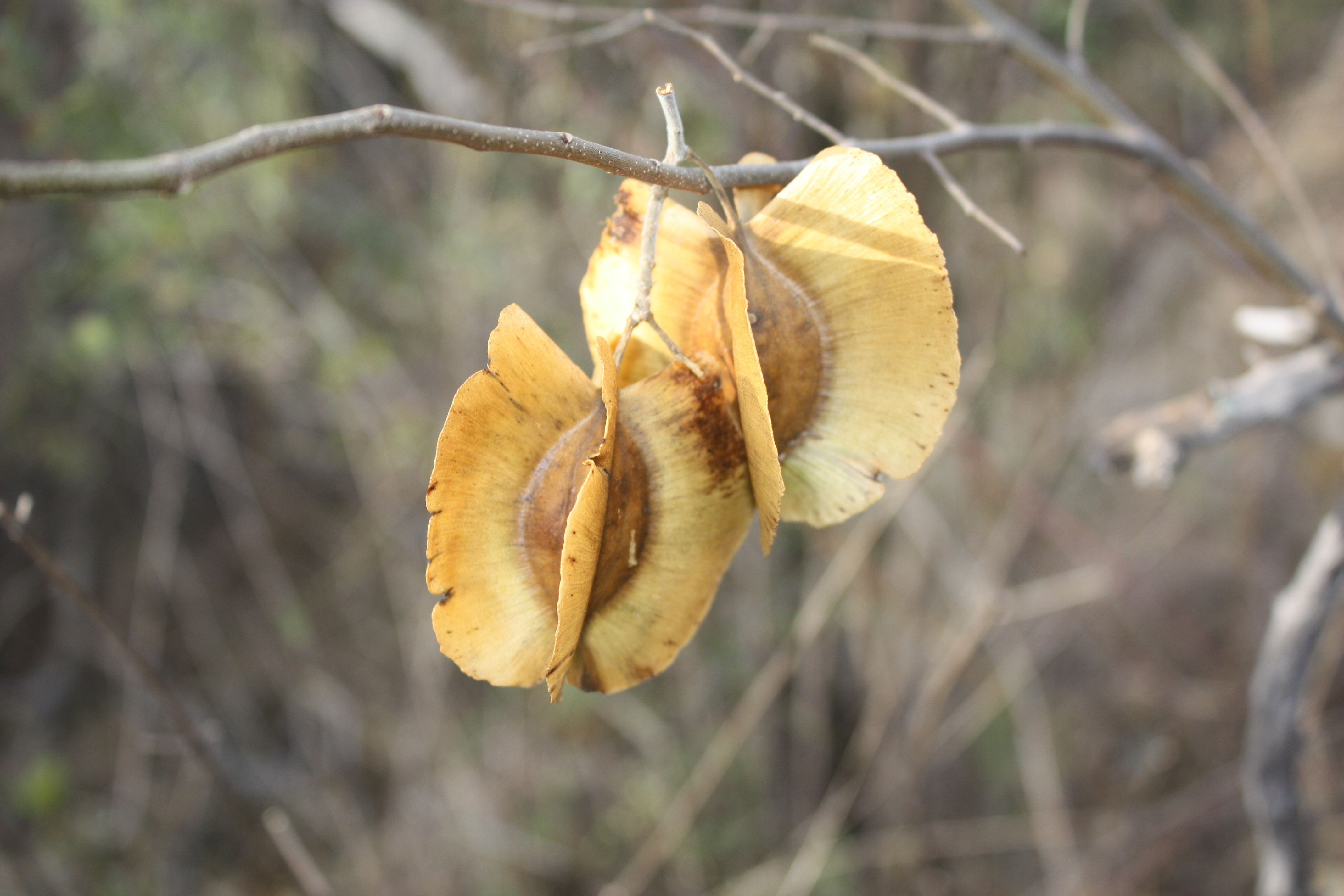
Combretum zeyheri

Die Gattung Combretum enthält etwa 250 Arten. Hier eine Artenauswahl:
- Combretum aculeatum Vent.
- Combretum acuminatum Roxb.
- Combretum acutifolium Exell
- Combretum acutum M.A.Lawson
- Combretum adenogonium Steud. ex A.Rich.: Sie ist weitverbreitet im tropischen Afrika: Botswana, Simbabwe und Mosambik.
- Combretum adrianii Jongkind: Sie kommt beispielsweise im nördlichen Mosambik vor.
- Combretum afzelii G.Don
- Combretum alatum Craib
- Combretum albiflorum (Tul.) Jongkind
- Combretum albopunctatum Suess.
- Combretum album Pers.
- Combretum alfredii Hance: Sie gedeiht in Höhenlagen von 0 bis 800 Metern in den chinesischen Provinzen Guangdong, Guangxi, südlichen Hunan (nur in Yizhang) sowie im südlichen Jiangxi (nur in Longnan).[7]
- Combretum andongense Engl. & Diels
- Combretum andradae Exell & J.G.García
- Combretum angolense Welw. ex M.A.Lawson
- Combretum angustipetalum Chiov.
- Combretum annulatum Craib
- Combretum apetalum Wall. ex Kurz: Sie kommt in Südostasien vor.
- Combretum aphanopetalum Engl. & Diels
- Combretum apiculatum Sond.: Sie kommt in Afrika vor.
- Combretum argenteum Bertol.
- Combretum argyrotrichum Welw. ex M.A.Lawson
- Combretum assimile Eichler
- Combretum atropurpureum Engl. & Diels
- Combretum aureonitens Engl. & Gilg
- Combretum auriculatum Engl. & Diels
- Combretum barbatum G.Don
- Combretum batesii Exell
- Combretum bauchiense Hutch. & Dalziel
- Combretum bipindense Engl. & Diels
- Combretum blepharopetala Wickens
- Combretum boinensis Jongkind
- Combretum bracteatum (C.Lawson) Engl. & Diels
- Combretum bracteosum (Hochst.) Engl. & Diels: Sie kommt in den südafrikanischen Provinzen Ostkap sowie KwaZulu-Natal vor.[4]
- Combretum brassiciforme Exell
- Combretum brevistylum Eichler
- Combretum bricchettii Engl. & Diels
- Combretum brunneum Engl. & Diels
- Combretum butyrosum (G.Bertol.) Tul.
- Combretum cacoucia Exell ex Sandwith: Sie kommt in Südamerika vor.
- Combretum caffrum (Eckl. & Zeyh.) Kuntze: Sie kommt nur in der südafrikanischen Provinz Ostkap vor.[4]
- Combretum camporum Engl.: Sie kommt in Angola und in Zaire vor.
- Combretum capitatum De Wild. & Exell
- Combretum capituliflorum Fenzl ex Schweinf.
- Combretum capuronii Jongkind
- Combretum carringtonianum Exell & J.G.García
- Combretum caudatisepalum Exell & J.G.García
- Combretum celastroides Welw. ex M.A.Lawson
- Combretum chinense G.Don
- Combretum chionanthoides Engl. & Diels
- Combretum cinereopetalum Engl. & Diels
- Combretum cinnabarinum Engl. & Diels
- Combretum clarense Jongkind
- Combretum coccineum (Sonn.) Lam.: Sie kommt nur auf Madagaskar und |Mauritius vor.
- Combretum collinum Fresen.: Sie ist weit verbreitet vom tropischen bis ins südliche Afrika.[4]
- Combretum comosum G.Don: Sie kommt im tropischen Westafrika vor.
- Combretum conchipetalum Engl. & Diels
- Combretum confertum (Benth.) M.A.Lawson
- Combretum ×confusum Merr. & Rolfe
- Combretum congolanum Liben
- Combretum constrictum (Benth.) M.A.Lawson: Sie kommt in Afrika vor.
- Combretum contractum Engl. & Diels
- Combretum copaliferum Chiov.
- Combretum cordofanum Engl. & Diels
- Combretum coriifolium Engl. & Diels
- Combretum coursianum (H.Perrier) Jongkind
- Combretum cufodontii Chiov.
- Combretum cuspidatum Planch. ex Benth.
- Combretum cyclocarpum Chiov.
- Combretum decandrum Jacq.
- Combretum decaryi Jongkind
- Combretum deciduum Collett & Hemsl.
- Combretum demeusei De Wild.
- Combretum discolor Taub.
- Combretum dolichopetalum Engl. & Diels
- Combretum dolichopodum Gilg
- Combretum duarteanum Cambess.
- Combretum echirense Jongkind
- Combretum edwardsii Exell
- Combretum elaeagnoides Klotzsch
- Combretum eriogynum (H.Perrier) Jongkind
- Combretum erlangerianum Engl. ex Diels
- Combretum erosum Jongkind
- Combretum erythrophloeum Gilg & Ledermann ex Engl.
- Combretum erythrophyllum (Burch.) Sond.: Sie ist weitverbreitet in Botswana, Mosambik, Namibia, Simbabwe, Eswatini und Südafrika.
- Combretum esteriense Jongkind
- Combretum evisceratum (H.Perrier) Jongkind
- Combretum exalatum Engl.
- Combretum exannulatum (O.Hoffm.) Engl. & Diels
- Combretum excelsum Keay
- Combretum exellii Jongkind
- Combretum falcatum (Welw. ex Hiern) Jongkind: Sie kommt in Afrika vor.
- Combretum farinosum Kunth: Sie kommt von Mexiko bis Zentralamerika vor.
- Combretum flammeum Welw. ex Hiern
- Combretum foliatum Craib
- Combretum frangulifolium Kunth
- Combretum fruticosum (Loefl.) Stuntz: Sie ist von in Mexiko über Zentral- bis Südamerika weitverbreitet.
- Combretum fulvum Keay
- Combretum fuscum Planch. ex Benth.
- Combretum gabonense Exell
- Combretum gallabatense Schweinf.
- Combretum germainii Liben
- Combretum ghesquierei Liben
- Combretum gillettianum Liben
- Combretum glabrum DC.
- Combretum glutinosum Perr. ex DC.
- Combretum goetzei Engl. & Diels
- Combretum goldieanum F.Muell.
- Combretum goossensii De Wild. & Exell
- Combretum gossweileri Exell
- Combretum gracile Schott
- Combretum graciliflorum Stace
- Combretum grandidieri Drake
- Combretum grandiflorum G.Don: Sie kommt im tropischen Westafrika vor.
- Combretum harmsianum Diels
- Combretum harrisii Wickens
- Combretum hartmannianum Schweinf.
- Combretum haullevilleanum De Wild.
- Combretum hensii Engl. & Diels
- Mausohr-Langfaden (Combretum hereroense  Schinz): Sie kommt in Afrika vor.
- Combretum hilariana  D.Dietr.
- Combretum hispidum  M.A.Lawson
- Combretum holstii  Engl.
- Combretum homalioides  Hutch. & Dalziel
- Combretum illairii  Engl.
- Ahnenbaum (Combretum imberbe  Wawra): Er ist weit verbreitet in von Tansania bis Angola, Mosambik, Botswana, Namibia, Limpopo und Mpumalanga.
- Combretum incertum  Hand.-Mazz.
- Rangunschlinger (Combretum indicum  (L.) DeFilipps, Syn.: Quisqualis indica L.): Sie kommt in Afrika und Asien vor.
- Combretum inflatum  Jongkind
- Combretum ivanii  Jongkind
- Combretum kasaiense  Liben
- Combretum kirkii  M.A.Lawson: Im Tal des Sambesi kommt sie in Malawi, Mosambik, Sambia und Simbabwe vor.
- Combretum klossii  Ridl.
- Combretum klotzschii  Welw. ex M.A.Lawson
- Combretum kostermansii  Exell
- Combretum kraussii  Hochst.: Sie kommt im südlichen Afrika in Mosambik, Eswatini, Limpopo, Mpumalanga Ostkap sowie KwaZulu-Natal  vor.
- Combretum kwangsiense  H.L.Li
- Combretum lanceolatum  Pohl ex Eichler
- Combretum lanuginosum  G.Don
- Combretum lasiocarpum  Engl. & Diels
- Combretum latialatum  Engl.
- Combretum latifolium  Blume: Sie kommt in Asien vor.
- Combretum laxum  Jacq.
- Combretum lecardii  Engl. & Diels
- Combretum leprosum  Mart.: Sie kommt in Südamerika vor.
- Combretum lindense  Exell & Mildbr.
- Combretum lineare  Keay
- Combretum linyenense  Hand.-Mazz.
- Combretum lisowskii  Jongkind
- Combretum llewelynii  J.F.Macbr.
- Combretum lokele  Liben 	Accepted
- Combretum longicollum  Jongkind
- Combretum longipilosum  Engl. & Diels
- Combretum longispicatum  (Engl.) Engl. & Diels
- Combretum louisii  Liben
- Combretum lukafuensis  De Wild.
- Combretum luxenii  Exell
- Combretum macrocalyx  (Tul.) Jongkind
- Combretum mannii  G.Lawson ex Engl. & Diels
- Combretum marchettii  Chiov.
- Combretum mardaf  Chiov.
- Combretum marginatum  Engl. & Diels
- Combretum marquesii  Engl. & Diels
- Combretum mellifluum Eichler
- Combretum meridionalis (H.Perrier) Jongkind
- Kinkéliba (Combretum micranthum G.Don): Sie kommt im tropischen Westafrika vor.
- Combretum microphyllum Klotzsch: Sie ist weitverbreitet im tropischen Afrika und reicht bis Mpumalanga und KwaZulu-Natal.
- Combretum minimipetalum Chiov.
- Combretum mkuzense J.D.Carr & Retief
- Combretum moggii Exell
- Combretum molle R.Br. ex G.Don: Sie ist weitverbreitet von der arabischen Halbinsel durch den afrikanischen Kontinent bis zum nördlichen und östlichen Südafrika.
- Combretum monetaria Mart.
- Combretum mooreanum Exell
- Combretum mortehanii De Wild. & Exell
- Combretum mossambicense (Klotzsch) Engl.: Sie ist weitverbreitet von Angola, Botswana, Mosambik, Sambia, Simbabwe bis Limpopo, Mpumalanga und Nordkap.
- Combretum mucronatum Schumach. & Thonn.: Sie kommt in Afrika vor.
- Combretum multinervium Exell
- Combretum mweroense Baker
- Combretum nanum Buch.-Ham. ex D.Don
- Combretum ndjoleense Jongkind
- Combretum nigrescens King
- Combretum nigricans Lepr. ex Guill. & Perr.
- Combretum nioroense Aubrév. ex Keay
- Combretum niphophilum Gilg & Ledermann ex Engl.
- Combretum obangense (Baker f.) Hutch. & Dalziel
- Combretum obovatum F.Hoffm.: Ihr Verbreitungsgebiet umfasst Tansania, Mosambik, Sambia und Simbabwe.
- Combretum obscurum Tul.
- Combretum octagonum (H.Perrier) Jongkind
- Combretum olivaceum Engl.
- Combretum oliviforme A.C.Chao
- Combretum oubanguense Exell
- Combretum oudenhovenii Jongkind
- Combretum ovalifollum Roxb. ex G.Don: Sie kommt in Indien und Sri Lanka vor.
- Combretum oxygonium (Tul.) Jongkind
- Combretum oxystachyum Welw. ex M.A.Lawson
- Combretum oyemense Exell
- Combretum padoides Engl. & Diels: Sie ist weitverbreitet vom tropischen Afrika bis Simbabwe, Mosambik, Mpumalanga und KwaZulu-Natal.
- Combretum paniculatum Vent.: Sie kommt in Afrika vor.
- Combretum paradoxum Welw. ex M.A.Lawson
- Combretum paraguariense (Eichler) Stace
- Combretum parvulum Engl. & Diels
- Combretum paucinervium Engl. & Diels
- Combretum pavonii G.Don
- Combretum pecoense Exell
- Combretum pentagonum M.A.Lawson
- Combretum perakense M.G.Gangop. & Chakrab.
- Combretum petrophilum Retief
- Combretum phaeocarpum Mart.
- Combretum pilosum Roxb. ex G.Don: Sie kommt in Bangladesch, Kambodscha, Indien, Laos, Myanmar, Thailand, Vietnam und in China vor.[7]
- Combretum pisoniiflorum (Klotzsch) Engl.: Sie kommt in Malawi, Tansania und Mosambik vor.
- Combretum pisonioides Taub.
- Combretum platypetalum Welw. ex M.A.Lawson
- Combretum platypterum (Welw.) Hutch. & Dalziel
- Combretum polyanthum Jongkind
- Combretum polystictum Hiern
- Combretum procursum Craib
- Combretum psidioides Welw.
- Combretum punctatum Blume: Sie kommt in Bangladesch, Bhutan, Indien, Indonesien, Malaysia, Myanmar, Nepal, auf den Philippinen, in Thailand, Vietnam und in China vor.[7]
- Combretum purpurascens Hand.-Mazz.
- Combretum purpureiflorum Engl.
- Combretum pyramidatum Desv.
- Combretum pyrifolium Kurz
- Combretum quadrangulare Kurz
- Combretum quadratum Craib
- Combretum rabiense Jongkind
- Combretum racemosum P.Beauv.
- Combretum razianum K.G.Bhat
- Combretum relictum Hutch. & Dalziel
- Combretum rhodanthum Engl. & Diels
- Combretum richardianum Van Heurck & Müll.Arg.
- Combretum riggenbachianum Gilg & Ledermann ex Engl.
- Combretum robinsonii Fawc. & Rendle
- Combretum robustum Jongkind
- Combretum robynsii Exell
- Combretum rohrii Exell
- Combretum rotundifolium Rich.: Sie kommt in Südamerika vor.
- Combretum rovirosae Exell
- Combretum roxburghii Spreng.: Sie kommt in Indien, Nepal, Bangladesch, Laos, Myanmar, Thailand, Vietnam und China vor.[7]
- Combretum rueppellianum A.Rich.
- Combretum rupicola Ridl.
- Combretum sanjappae Chakrab. & Lakra
- Combretum scandens Liben
- Combretum schumannii Engl.
- Combretum schweinfurthii Engl. & Diels
- Combretum sericeum G.Don
- Combretum somalense Engl. & Diels
- Combretum sordidum Exell
- Combretum sphaeroides (Tul.) Jongkind
- Combretum spinosum Bonpl.
- Combretum stefaninianum Pamp.
- Combretum stenopterum Exell
- Combretum stocksii Sprague
- Combretum struempellianum Gilg & Ledermann ex Engl.
- Combretum stylesii O.Maurin, Jordaan & A.E.van Wyk: Diese Art wurde 2010 erstbeschrieben und kommt im Eastern Valley Bushveld, KwaZulu-Natal, Südafrika vor, Typusstandort ist das Tugela River Valley.[6]
- Combretum subglabratum De Wild.
- Combretum sublancifolium Chiov.
- Combretum subumbellatum (Baker) Jongkind
- Combretum sundaicum Miq.: Sie kommt in Indonesien, Malaysia, Singapur, Thailand, Vietnam und in China vor.[7]
- Combretum tanaense Clark
- Combretum tarquense Clark
- Combretum tenuipetiolatum Wickens
- Combretum tessmannii Gilg ex Engl.
- Combretum tetragonocarpum Kurz
- Combretum tetralophoides Slooten
- Combretum tetralophum C.B.Clarke
- Combretum teuschii O.Hoffm.
- Combretum tibatiense Gilg & Ledermann ex Engl.
- Combretum tomentosum G.Don
- Combretum towaense Engl. & Diels
- Combretum trichophyllum Baker
- Combretum trifoliatum Vent.
- Combretum ulei Exell
- Combretum umbricolum Engl.
- Combretum vendae A.E.van Wyk
- Combretum vernicosum Rusby
- Combretum villosum (Tul.) Jongkind
- Combretum violaceum (Tul.) Jongkind
- Combretum viscosum Exell
- Combretum wallichii DC.: Sie kommt in Bangladesch, Bhutan, Indien, Myanmar, Nepal, Vietnam und in China vor.[7]
- Combretum wandurraganum R.E.Schult.
- Combretum wattii Exell
- Combretum wilksii Jongkind
- Combretum winitii Craib
- Combretum xanthothyrsum Engl. & Diels
- Combretum youngii Exell
- Combretum yuankiangense C.C.Huang & S.C.Huang
- Combretum zenkeri Engl. & Diels
- Combretum zeyheri Sond.: Sie ist weitverbreitet vom tropischen Afrika bis Botswana, Namibia, Simbabwe, Mosambik, Eswatini und KwaZulu-Natal.

Folgende Art wird einer anderen Gattung und Familie zugeordnet:
- Combretum macrocarpum P.Beauv.: Ist jetzt Petersianthus macrocarpus (P.Beauv.) Liben und wird in die Familie der Lecythidaceae eingeordnet.[4]

## Nutzung
Zahlreiche Arten, beispielsweise Kinkéliba (Combretum micranthum), werden in der traditionellen Medizin in Afrika und Indien genutzt. Andere wie Combretum farinosum werden als Duftstoff in Kostemika verwendet.